# Storia di Pisa

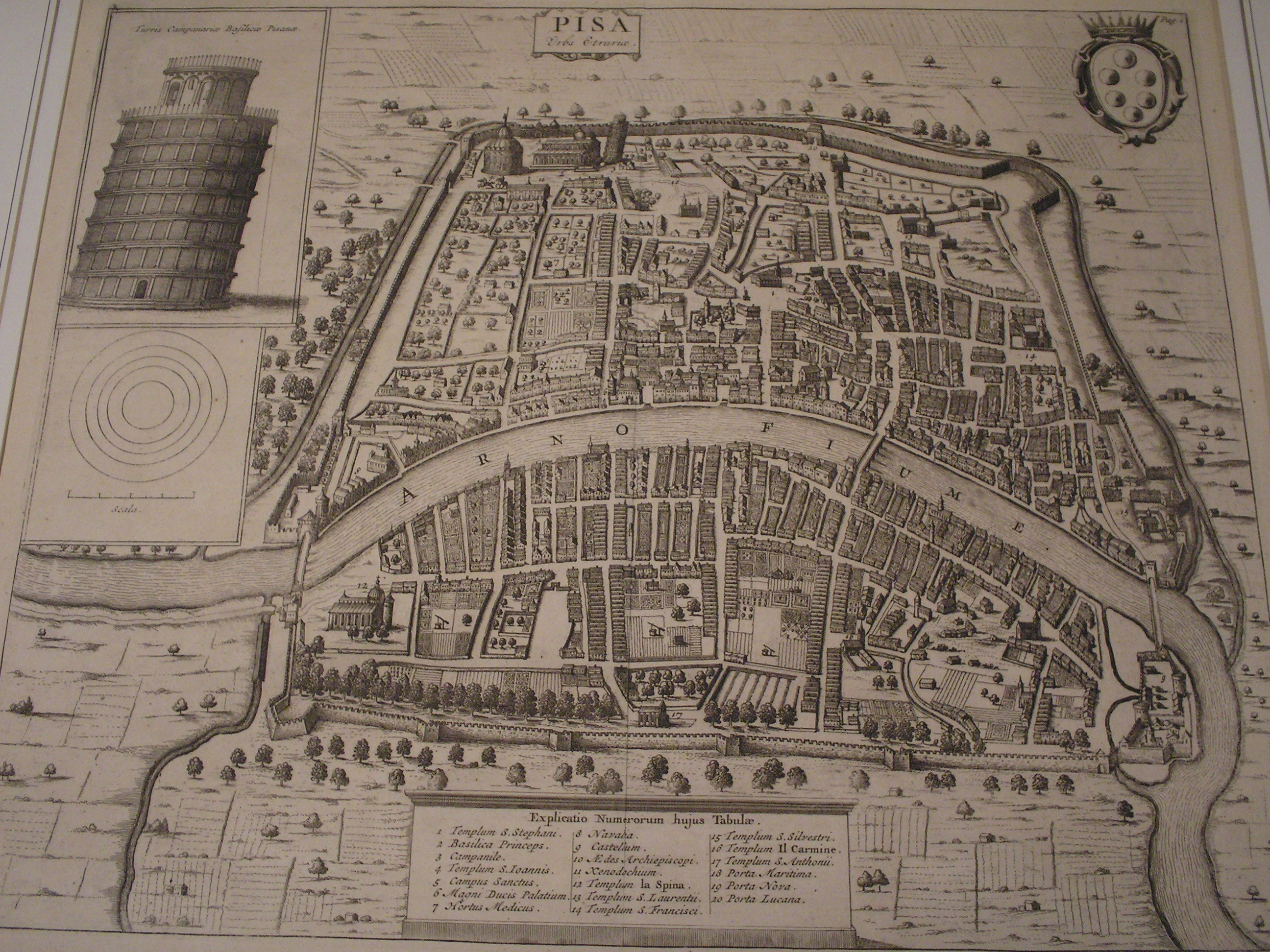
Mappa settecentesca di Pisa

Repubblica marinara dall'XI al XV secolo, Pisa ha tracce antiche che, per quanto riguarda la presenza dell'uomo nell'area cittadina, sembrano risalire al Paleolitico superiore.

## Le origini di Pisa

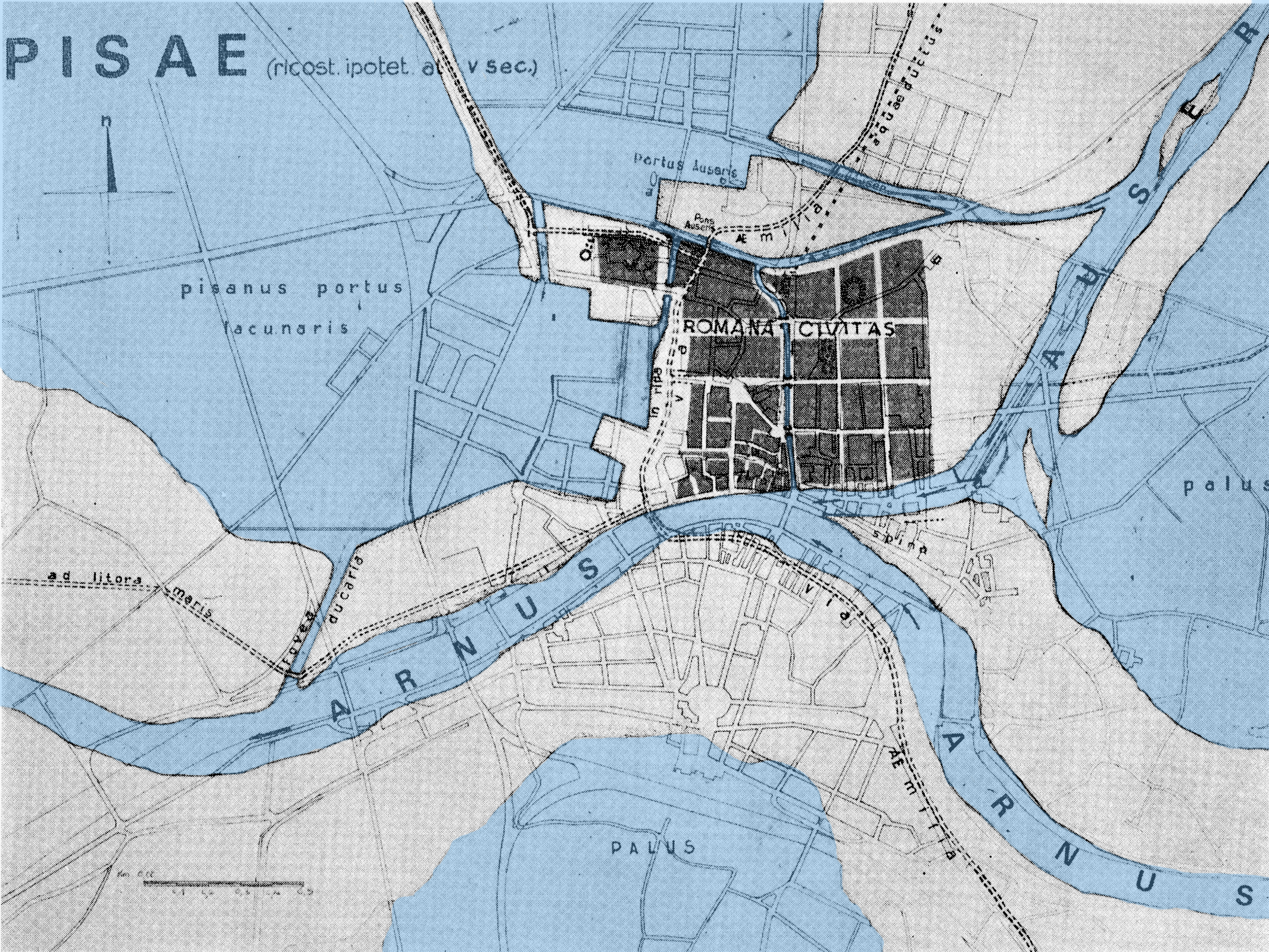
Ipotetica mappa di Pisa nel V secolo.

Secondo la leggenda, sarebbe stato Pelope, tornando dalla guerra di Troia, a fondare la città. Il dibattito sulle origini della città risale almeno allo storico romano Catone, ma, in base ai ritrovamenti archeologici, si può sostenere con certezza l'esistenza di una città marittima e dedita a traffici con Greci, Fenici e Galli almeno dalla metà del VI secolo a.C. Anche gli altri autori latini attribuiscono a Pisa una non giovane età.

Tra questi, in particolare, si contano Virgilio, Plinio, Strabone e Servio. Servio sostiene che i fondatori della città furono i Teuti, mentre, secondo Plinio, la città sarebbe stata fondata dai Teuti oppure da Pelope, re dei Pisei, tredici secoli prima di Cristo. Strabone ne attribuisce invece le origini a Nestore, re di Pilo, successivamente alla caduta di Troia, mentre in quello stesso periodo, stando all'Eneide, Pisa appare già una città grande e potente.
Le origini di Pisa, già nel tempo quindi variamente attribuite ai Pelasgi, ai Greci (Teuti o della Focide), agli Etruschi e ai Liguri, erano rimaste incerte fino agli anni ottanta e novanta del XX secolo, quando un'impressionante serie di ritrovamenti archeologici (tra cui, nel 1994, la scoperta di una necropoli etrusca databile al VII-VI secolo a.C.) ha permesso di affermare senza dubbi che Pisa nacque e visse come città etrusca; gli scavi condotti a partire dal 2005 nel quartiere di Porta a Lucca hanno infine potuto accertare la presenza di un insediamento già in epoca villanoviana.
In quanto etrusca, Pisa era quindi posta in posizione di baluardo contro l'area influenzata dai Liguri e in posizione favorevole allo sviluppo dei commerci provenienti da Populonia, Volterra, Bologna e dalla Sardegna.
Il ruolo marittimo della città era già spiccato all'epoca, se è vero che gli autori antichi attribuivano ad un pisano l'invenzione del rostro.
La città sorse in prossimità della confluenza delle foci dei fiumi Arno e Auser, in una zona che all'epoca era lagunare. 

È falsa l'affermazione, spesso sostenuta, che Pisa fosse una città costiera. Anche in antichità infatti la città distava circa quattro chilometri dalla linea di costa. Studi recenti sostengono che l'espansione della città abbia comportato la necessità di utilizzare, oltre al porto fluviale, nuovi porti marittimi, tra i quali uno a San Piero a Grado, uno nella zona di San Rossore e uno nei pressi dell'attuale Livorno, chiamato Porto Pisano o Triturrita, dove giungeva il ramo meridionale del delta dell'Arno. I primi due furono in seguito abbandonati per l'interramento della laguna e gli scali furono trasferiti lungo il corso dell'Arno.

## Periodo romano

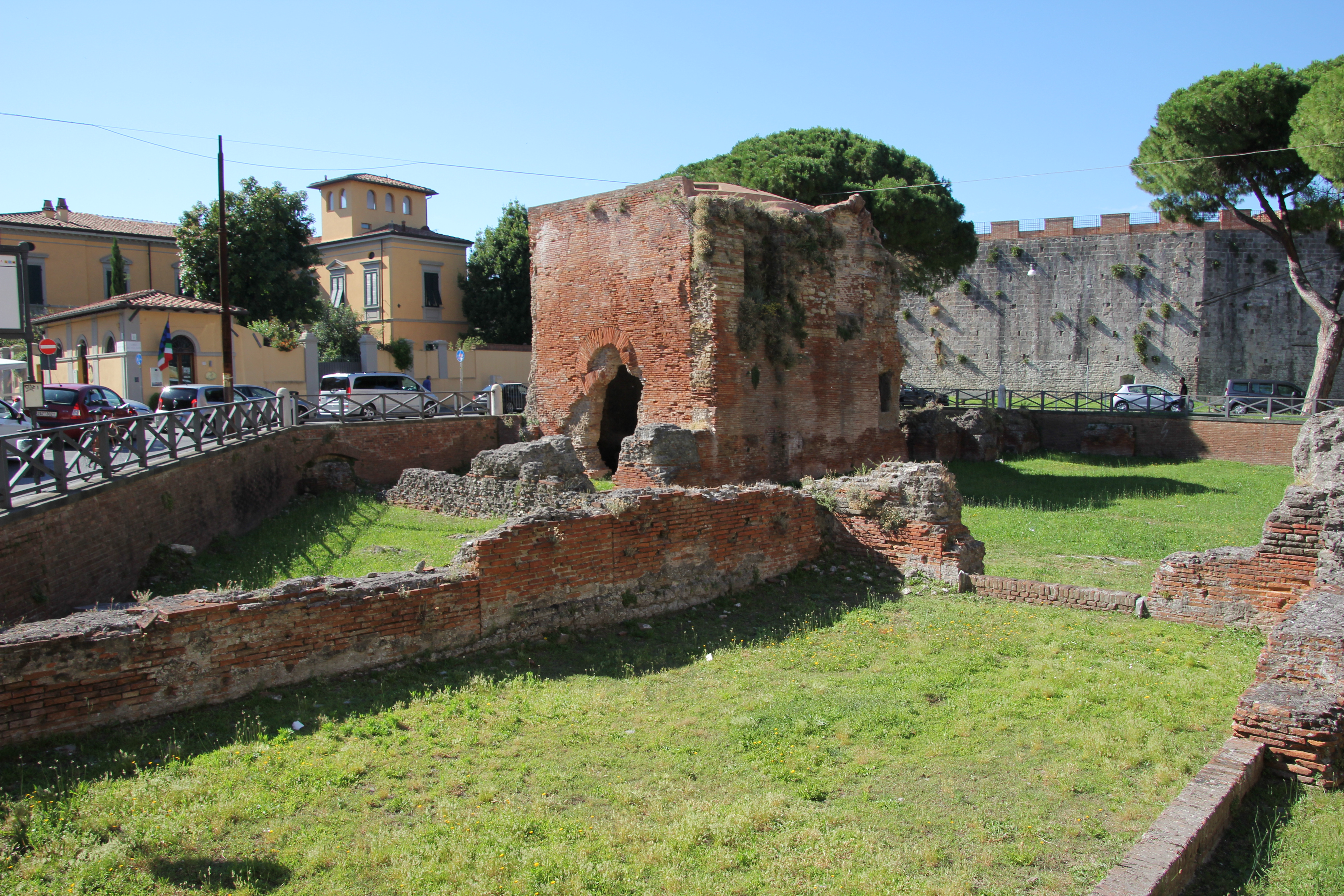
I Bagni di Nerone, una delle poche evidenze della Pisae romana.

Col passare del tempo Pisa entrò nell'orbita politica di Roma e fu base di numerose imprese navali romane contro Liguri, Galli e Cartaginesi.
Nel 180 a.C. divenne colonia romana e, sotto il consolato di Giulio Cesare, ottenne lo status di colonia Julia Obsequens e una maggiore autonomia.
Nel 92 d.C. si ha la costruzione dell'acquedotto di Caldaccoli per portare l'acqua delle sorgenti termali presso San Giuliano Terme nelle neocostruite terme. Inoltre era attestata l'esistenza di un teatro o anfiteatro, probabilmente localizzato al di là di un ramo del fiume Auser nei pressi del'abbazia di San Zeno.
Nel corso di scavi archeologici condotti nel giardino della chiesa di San Sisto nel triennio 2020-2022, sono emerse altre importanti strutture di epoca romana, ad oggi ancora oggetto di studio e non visitabili dal pubblico.

## Alto medioevo
Con la caduta dell'impero romano, Pisa non subì la decadenza di altre città, grazie alla complessità del suo sistema fluviale di allora, che permetteva una facile difesa della città. Si deve infatti ricordare come a Pisa vi fosse un secondo fiume che confluiva nell'Arno, l'Auser, dal quale si staccava inoltre un ramo secondario, l'Auserclus, che proteggeva la città da nord.

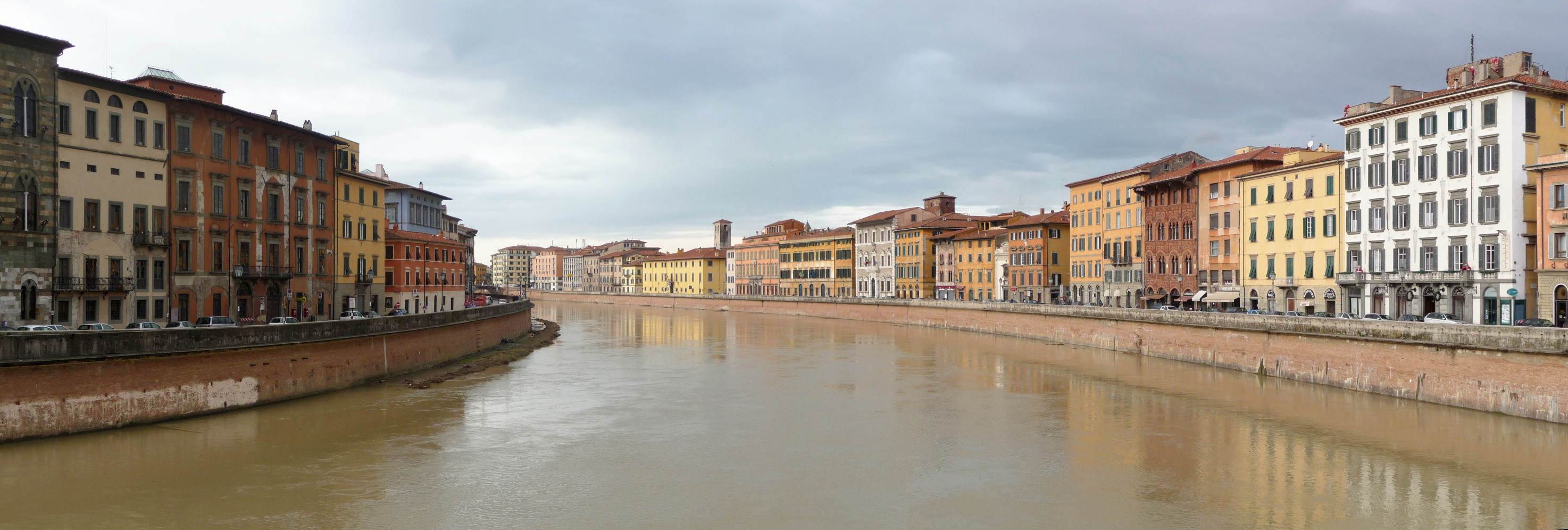
Veduta del fiume Arno dal Ponte di Mezzo

La combinazione del bacino delle acque con la difesa costituita dai Monti Pisani definivano un assetto geografico complessivo particolarmente favorevole alle necessità difensive dell'epoca. A ciò si univa la presenza di una flotta che ebbe una qualche importanza anche nell'alto Medioevo. Il rilievo militare della città pare infatti non essere stato scarso se, agli inizi del VII secolo, tale flotta sembra aver minacciato la prosecuzione delle trattative di pace tra Bizantini e Longobardi.
Inizialmente unico avamposto bizantino nella Tuscia conquistata dai Longobardi, Pisa entrò poi a far parte della Tuscia stessa, probabilmente non a causa di una guerra, ma in quanto lentamente assorbita nel periodo successivo al confronto tra i due regni, diventando il primo porto (Porto Pisano). Da questo momento inizia l'ascesa di Pisa al ruolo di porto principale del Tirreno e di centro degli scambi della Tuscia con Corsica, Sardegna e coste meridionali di Francia e Spagna.
Con la sconfitta di re Desiderio cui Pisa era fedele, l'avvento dei Franchi e la vittoria di Carlo Magno, la città visse una crisi dalla quale si risollevò comunque presto. Dal punto di vista politico, essa fu inserita nella contea-ducato di Lucca. 

Nel 930 fu trasformata in centro di contea, status che perdurò fino all'avvento di Ottone I, all'interno della Marca di Tuscia, che aveva in Lucca la sua capitale, ma in Pisa la città più importante, se è vero che, a metà del X secolo, Liutprando di Cremona chiamava Pisa Tusciae provinciae caput e, un secolo dopo, il marchese di Tuscia veniva comunemente chiamato "marchese di Pisa".
Dal punto di vista navale, invece, le incursioni dei saraceni nel IX secolo indussero Pisa ad allestire flotte autonome per contrastali. E furono proprio tali flotte la garanzia dell'espansione della città.
Le imprese navali iniziano nell'828 con una spedizione contro le coste africane. Nell'871 Pisa partecipò in forze alla difesa di Salerno dall'attacco saraceno. 
Nel 970 fornì un importante contributo alla spedizione dell'imperatore Ottone I, che sconfisse una flotta bizantina in Calabria.

## XI secolo: la nascita della Repubblica di Pisa

Carta politica della penisola italiana intorno al 1000

Nel 1005 Pisa liberò Reggio Calabria dalla presenza saracena, poiché Papa Giovanni XVIII, intimorito dalla presenza degli invasori nella città dello Stretto, chiese aiuto ai pisani. 

Altre spedizioni antiarabe furono effettuate dalla famiglia Orlandi, che attuò la conquista e l'occupazione di Bona, l'odierna Annaba, nel 1034, la vittoriosa spedizione contro la città saracena in Tunisia di El Mehedia nel 1087-1088 insieme a Genova e Amalfi nella cosiddetta [Crociata di Mahdia (1087)]e il saccheggio di Palermo nel 1063, con i cui marmi si diede inizio alla costruzione della Piazza del Duomo.
Nel corso dello scontro con gli arabi vi furono i grandi accrescimenti territoriali della città, che nel 1016 contribuì alla cacciata dalla Sardegna di Mugahid, detto Musetto, nel 1052 conquistò la Corsica e nel 1115 le Baleari. Quest'ultima impresa, peraltro non duratura, avvenne a seguito di una guerra iniziata nel 1113 e promossa da Pisa insieme a papa Pasquale II e a cui parteciparono anche il conte di Barcellona e contingenti di altri alleati provenzali e italiani, poi quasi interamente ritiratisi. Tra questi, a differenza delle precedenti spedizioni in Sardegna e Corsica, non vi furono i genovesi.
Dalla metà dell'XI secolo, l'accresciuto potere della città le valse diversi riconoscimenti papali e imperiali. Gregorio VII concesse la legazia sulla Corsica nel 1077, Urbano II elevò il rango della città a dignità arcivescovile nel 1092, mentre Enrico IV nel 1081 concesse alla città il diritto di eleggere i propri consoli. 

Quest'ultima concessione rispecchiava in realtà una situazione di fatto, dal momento che, negli anni precedenti, una forte crisi istituzionale si era conclusa con l'accordo tra l'arcivescovo e il visconte, dal quale rimase escluso il marchese, e a seguito del quale Pisa iniziò a governarsi tramite consoli assistiti da un Consiglio degli Anziani. In questa prima espansione Pisa si ritrovò, inoltre, spesso alleata con la nascente potenza dei Normanni del Regno di Sicilia, come, ad esempio, nella presa di Palermo.
La crescita del potere economico e politico per Pisa si estrinsecò principalmente con l'acquisizione di possedimenti e diritti commerciali verso l'est del Mediterraneo durante il periodo delle Crociate. A meno di due mesi dalla prima crociata del 1099, una flotta pisana di 120 navi giunse in Terrasanta a portare rifornimenti ai crociati. Durante il tragitto, i crociati pisani, a cui si accompagnava l'arcivescovo Daiberto, futuro patriarca di Gerusalemme, colsero l'occasione per attaccare e saccheggiare varie isole dell'impero bizantino. Giuseppe Setaioli, nella sua Historie dell'antichissima città di Pisa, scrive "Patriarca Pisano qual fece ritorno per allhora alla Patria stette in quel tempo l'armata Pisana quattro anni continui in quelle parti e volendo far ritorno a i patrij lidi ricordevoli di alcune ingiurie ricevute da Colajanni Imperatore di Constantinopoli risolvettero (benché da longhe fatiche indeboliti) volere andare a i danni di detto Imperatore e luoghi e scorrere fino a Costantinopoli del che intimorito mandò sei ambasciatori a chieder paci alli Pisani dalli quali benignamente fulli concessa con alcuni pochi di tributi quali dovesse detto imperatore pagare fra i quali furono cinquanta capi di paramenti per la lor Chiesa del Duomo de i quali ven'era alcuni che per la quantità dell'oro si reggevano ritti". 

La presenza pisana e delle altre repubbliche ovviamente non si limitò al sostegno dei Crociati, ma fu volta anche a stabilire colonie commerciali in Siria, Libano e Palestina.

## XII secolo: l'espansione pisana nel Mediterraneo
Nello specifico del caso pisano, le concessioni ottenute permisero di fondare colonie ad Antiochia, Acri, Giaffa, Tripoli di Siria, Tiro, Gioppe, Laodicea e Accone. A queste si aggiungevano possessi a Gerusalemme e Cesarea e altre colonie, con un minor grado di autonomia, al Cairo, Alessandria e Costantinopoli. In tutte queste città i pisani godevano di grandi privilegi ed esenzioni fiscali, ma avevano anche l'obbligo di contribuire alla difesa in caso di attacco esterno. Nel corso del secolo successivo, l'importanza della presenza pisana aumentò anche nell'impero bizantino e a Costantinopoli in particolare. Qui fu messo a disposizione un quartiere, nella parte orientale della città con una chiesa dedicata a San Pietro (detta San Pietro dei Pisani), che potrebbe aver visto la presenza di un migliaio di pisani. Nel corso del XII secolo, i rapporti con l'Impero migliorarono a tal punto che Pisa, anche se per pochi decenni, ottenne la posizione di nazione preferita, tradizionalmente assegnata a Venezia.

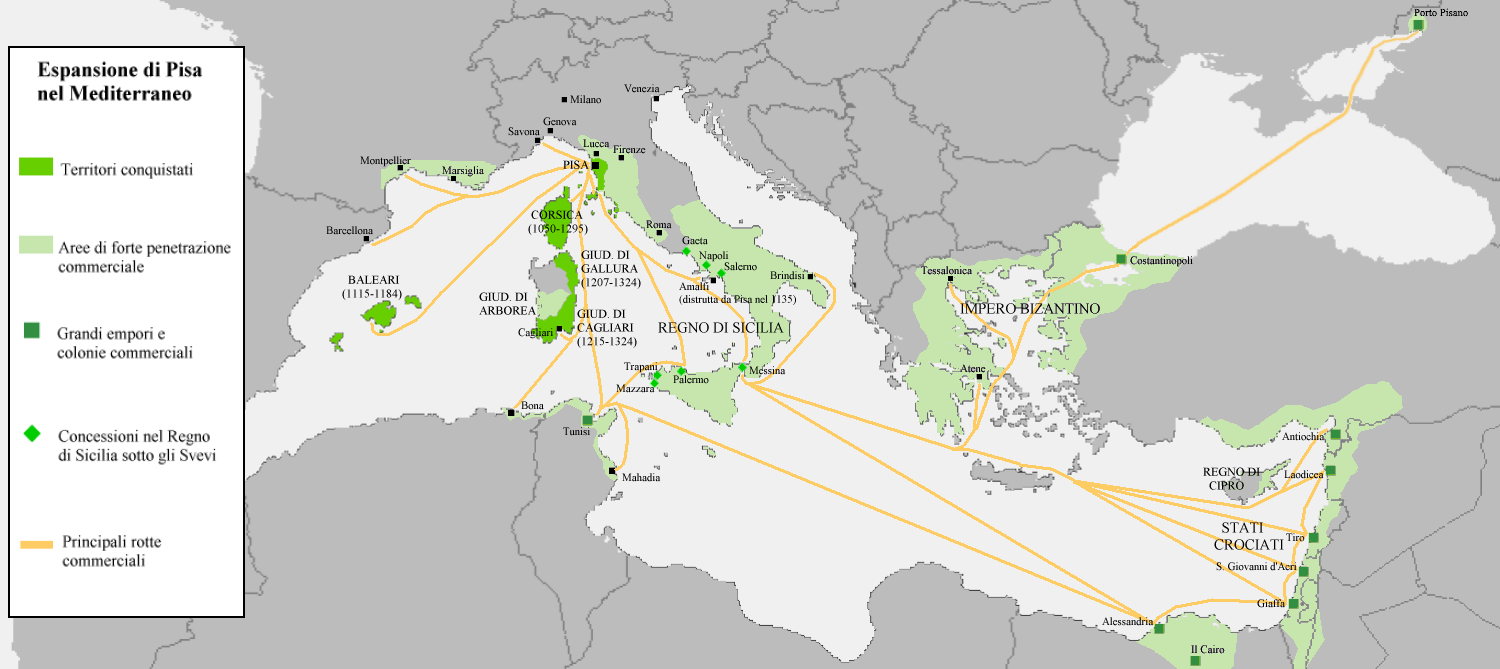
Massima espansione di Pisa nel Mar Mediterraneo

### Il Porto Pisano sul Don

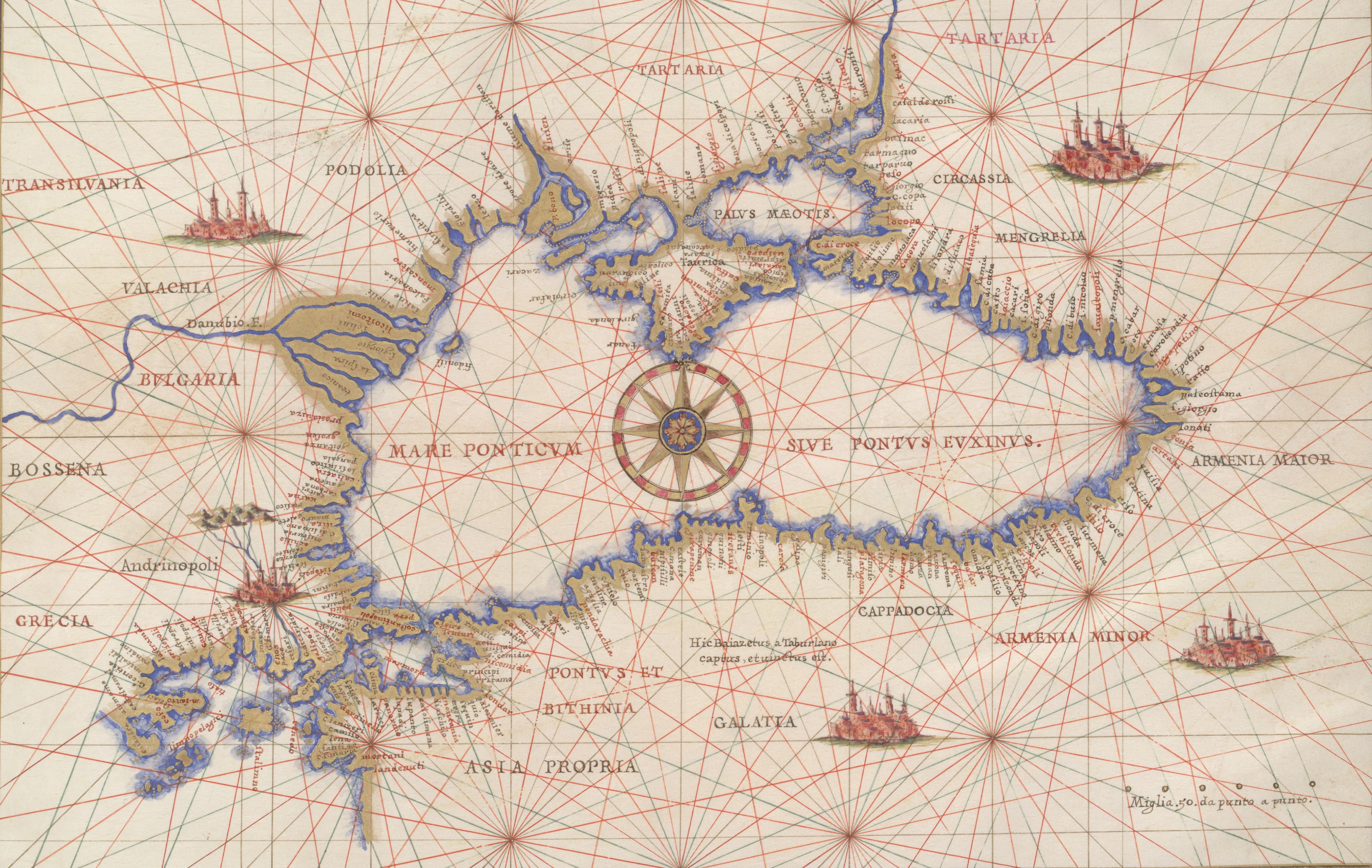
Cartina nautica del XVI secolo di Francesco Ghisolfi. L'avamposto pisano è indicato in alto a destra con la denominazione "P. pisano"

Il porto pisano sul Don fu un antico porto, fondato dalla Repubblica di Pisa, situato su un antico ramo settentrionale del fiume Don, nel mar d'Azov, a ovest dall’odierna Rostov sul Don, in Russia, e, probabilmente, tra le attuali cittadine di Nedvigovka e Sinjavskoe, non lontano dalle vestigia greco-romane dell’antica Tanais. La prima carta che lo riproduce è datata 1318.

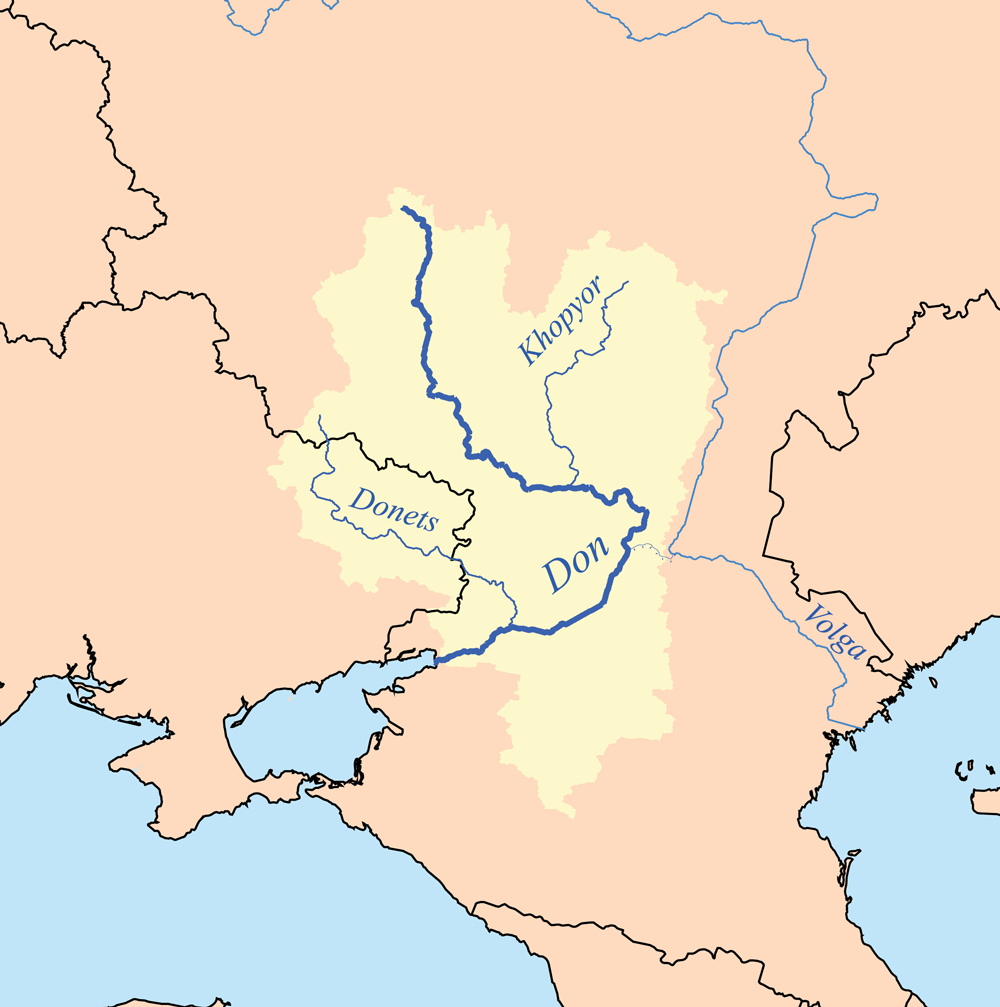
Fiume Don

Pisa scelse di costruire un porto posto presso la foce del Don, che viene ricordato nelle carte nautiche a partire dai primi del ’300. [...] Si ricorda anche l’esistenza all’inizio del Trecento di un Porto Pisano (attualmente Siniawka sul mare d’Azov). Questo luogo, citato da Pegolotti [...] come porto del grano della regione e da un manuale di mercatura del 1315 [... lo troviamo] per la prima volta nell’atlante di Pietro Vesconte, cioè nel momento in cui gli Occidentali riprendono le strade del Mar Nero settentrionale, da dove erano stati espulsi dalle armate del Khan tataro Tohtu nel 1307 [...]. Purtroppo la scarsità dei documenti non permette di approfondire il ruolo di questo stabilimento pisano nella prima metà del Trecento.[...],
probabilmente durante l’Impero latino di Costantinopoli. 
Pochi lustri prima del XIV secolo, tra Pisa e Venezia, si instaurò una sorta di alleanza in funzione anti-genovese. Era, questo, uno ‘scambio di favori’, dato che Pisa, pur essendo ‘debole’ nel Mar Nero, in alcuni porti del Mar Mediterraneo orientale aveva una presenza pari o superiore a quella veneta e genovese.. Infatti, dal 1293 Venezia obbligò le proprie navi […] di innalzare accanto all’insegna di S. Marco quella di Pisa [...].
Porto Pisano sorse in un’area della foce del fiume Don (oggi interrata dai sedimenti del fiume) diventata zona di smistamento dei ricchi prodotti provenienti dalla via della seta, divenuta da tempo sicura, sperimentata e abbastanza rapida per un gran numero di mercanti. Probabilmente, Porto Pisano aveva anche una pertinenza territoriale munita di factorerie ad esso, secondo quanto affermato da Bratianu; vi si giungeva comunque con difficoltà, a causa della scarsa profondità che caratterizza i fondali del Mar d’Azov. Tuttavia, tale circostanza non impedì alle navi pisane di raggiungere agevolmente il Porto, in quanto imbarcazioni prevalentemente di medio tonnellaggio.

Khanato dell'Orda d'Oro al 1389

Questo avamposto pisano forse riuscì a scampare alla grande catastrofe del 1343, che vide genovesi, veneziani e fiorentini cacciati da Tana dal temibile Tamerlano (Timur-bey). Infatti, risulterebbe che, circa a metà del XV secolo, Firenze si preoccupasse di trasferire su di sé i diritti commerciali di Porto Pisano, dato che aveva conquistato Pisa qualche decennio prima.

### Espansione in Toscana
Dalla metà del XII secolo Pisa, tramite le acquisizioni della chiesa locale, ebbe un'espansione anche terrestre in Toscana e particolarmente nella Valdera, nel Valdarno inferiore e a Sud in direzione di Piombino. Contemporaneamente, cresceva la rivalità con Lucca per il castello di Montignoso e per la via Francigena.

### La rivalità con Genova e l'attacco ad Amalfi
Sul mare, arginata la minaccia saracena nel Mediterraneo occidentale e proiettata verso i mercati dell'oriente, Pisa concentrò i suoi sforzi nella costruzione di nuovi scali e nel conseguimento di nuovi rapporti diplomatici ed economici usando la forza semplicemente per garantirsi trattati più vantaggiosi o monopòli in antagonismo con le città rivali. Tale rivalità si manifestò, in momenti diversi, con tutte le altre repubbliche marinare ma particolarmente con Genova. Successivamente alla spedizione delle Baleari, a cui seguì la concessione della primazia sulla Sardegna, l'ostilità tra Pisa e Genova si trasformò in guerra. Questo a causa del contrasto tra i reciproci interessi in tutto il Tirreno che, negli anni immediatamente precedenti la guerra si era esteso ad occidente spingendosi anche a Linguadoca e Provenza. La città toscana aveva infatti intrecciato proficui rapporti commerciali con Noli, Savona e Montpellier mentre Genova con Hyerés, Fos, Antibes e Marsiglia. Le ostilità ebbero inizio nel 1119, con l'attacco genovese ad alcune galee che si dirigevano a Pisa, e si protrassero fino al 1133. Il conflitto fu combattuto per mare e per terra ma non vide battaglie cruciali quanto un susseguirsi di scorrerie piratesche sulle coste sarde, corse e tirreniche. L'accordo successivo, favorito dall'intercessione di papa Innocenzo II previde la spartizione dei vescovati della Corsica: a Genova Mariana, Nebbio ed Acca; a Pisa, che mantenne la legazìa sulla Sardegna, Aleria, Aiaccio e Sagona. Contemporaneamente, svolgendosi un conflitto tra il legittimo Papa e l'antipapa Anacleto sostenuto da Ruggero II di Sicilia, Pisa partecipò alle spedizioni militari connesse e, il 6 agosto 1135, attaccò Amalfi. Con la città campana era in vigore una convenzione stipulata nel 1126 ma questa venne considerata invalida per la sopravvenuta soggezione ai normanni. Nel corso dell'attacco vennero saccheggiate le navi nel porto. Entrarono poi nella vicina Ravello come alleati, ma tradirono la città e la saccheggiarono. Nel tentativo di rientrare a nord attraversando i monti, furono però intercettati e uccisi dai Ravellesi, che li respinsero contro la grande fortificazione sul torrente Scalandrone, dal lato interno delle mura.
Due anni dopo, in una spedizione congiunta promossa dal Papa e dall’Imperatore Lotario II, Pisa tornò a operare nella zona di Amalfi.
Seguì una fase di relativa tranquillità durante la quale nel 1155 iniziarono i lavori di costruzione delle mura urbane, in sostituzione di quelle altomedioevali, ormai obsoleve dall'espansione della città. Inoltre Pisa si legò ancor di più agli imperatori tedeschi ottenendo importanti concessioni nei due diplomi del 1162 e 1165. Con essi Federico I riconosceva alla città, oltre alla giurisdizione sul contado pisano e la libertà di commercio nei territori dell'Impero, anche il lido del mare da Civitavecchia a Portovenere, la metà di Palermo, Messina, Salerno e Napoli, tutta Gaeta, Mazzarri e Trapani e una strada con case per i mercanti in ogni città del Regno di Sicilia. Alcuni di questi riconoscimenti vennero successivamente riconfermati da Enrico VI, Ottone IV e Federico II. L'editto ebbe due conseguenze. Esso determinò un certo risentimento anche da parte di Massa, Volterra, Lucca e Firenze che aspiravano ad un autonomo sbocco al mare. Inoltre contribuì, unitamente ai patti stretti tra Pisa e i giudicati sardi, allo scoppio di una nuova guerra con Genova.
Oggetto del contendere con la città ligure erano nuovamente le reciproche posizioni in Sardegna e Corsica nonché l'accaparramento dei mercati del Sud della Francia, dove Genova aveva assunto una posizione nettamente predominante, e di Spagna. Le ostilità ebbero probabilmente inizio nell'agosto 1165 sul Rodano, dove erano presenti stanziamenti pisani, con un fallito attacco dei genovesi alleati con il conte di Tolosa, verso un convoglio pisano supportato dai provenzali. Le ostilità si protrassero quindi fino al 1175 senza episodi eclatanti. Un altro fronte dei contrasti tra Pisa e Genova fu la Sicilia. Qui, a causa dei privilegi concessi da Enrico VI ad entrambe le città, si ebbero vari scontri iniziati con la conquista pisana dell'intera città di Messina nel 1192 a cui seguirono scontri armati in tutta l'isola fino alla conquista genovese di Siracusa nel 1204.
Le posizioni commerciali in Sicilia furono successivamente perdute con l'accordo tra la Lega Guelfa toscana, guidata da Firenze, e papa Innocenzo III il quale, pur avendo revocato la scomunica lanciata poco tempo prima da Celestino III, si accordò poco dopo anche con Genova indebolendo ulteriormente le posizioni pisane nel Sud Italia. Negli anni seguenti si posero le premesse per ulteriori successivi scontri con l'intensificazione maggiore penetrazione commerciale pisana nel Sud della Francia. Dal 1208 Pisa stipula accordi commerciali con i borghi di Fos e Hyères, si accorda col conte di Barcellona per rinnovare i privilegi ad Arles e Sant'Egidio, stipula un trattato di pace trentennale col comune di Marsiglia, uno cinquantennale con quello di Narbonne ed altri accordi con Gras ed Accone.
All'incirca nello stesso periodo Pisa tentava una politica di penetrazione nell'Adriatico e di sfida alla supremazia veneziana in quel settore. Nel 1180 veniva stipulato tra le due città un accordo di non aggressione nel Tirreno e nell'Adriatico ma nello stesso anno la morte a Costantinopoli di Manuele I Comneno mutò gli equilibri e si verificarono varie azioni contro convogli veneziani. Contemporaneamente la volontà di contrastare la potenza veneziana in Adriatico si concretizzava in iniziative, sia commerciali che diplomatiche, verso le città di Ancona, Pola, Zara, Spalato e Brindisi. Nel 1188 si ebbe la firma di un trattato di pace con Zara, che si rese indipendente da Venezia per qualche anno, e nel 1195 una spedizione pisana si avventurò fino a Pola nel tentativo di indurla a ribellarsi contro Venezia anche se quest'ultima riuscì a riconquistare subito la città.
L'anno successivo fu firmata una pace decennale a condizioni favorevoli per i pisani. Il trattato ebbe vita breve in quanto nel 1199 i pisani tornarono all'attacco con un blocco navale nei pressi di Brindisi che si concluse con una battaglia vittoriosa per i veneziani. In ogni caso non si arrivò ad una vera e propria guerra e nel 1206 le due città stipularono un trattato con il quale Pisa rinunciava alle sue mire espansionistiche in Adriatico pur mantenendo il controllo degli sbocchi già acquisiti. Il trattato aveva funzione antigenovese e nel corso del tempo i rapporti tra Pisa e Venezia divennero generalmente di collaborazione quando non di alleanza per la conquista del mercato di Costantinopoli.
Sotto il profilo culturale occorre ricordare in questo periodo la fondazione della celebre scuola pisana di studi giuridici, che poi Firenze cercò di emulare.

### Battaglia di Saint-Gilles del 1165
Il 13 settembre 1165 sulle rive del Rodano, presso Saint-Gilles, si svolse una battaglia tra pisani e genovesi. Ai primi i genovesi stavano impedendo da molti giorni di poter rientrare a Pisa sulle proprie galee, finché i pisani non decisero di attaccare l'accampamento trincerato sconfiggendo i genovesi e arrecando loro ingenti perdite e danni materiali. Dopo quella battaglia i pisani poterono rientrare a Pisa con le relazioni commerciali rinforzate in Provenza.

## XIII secolo

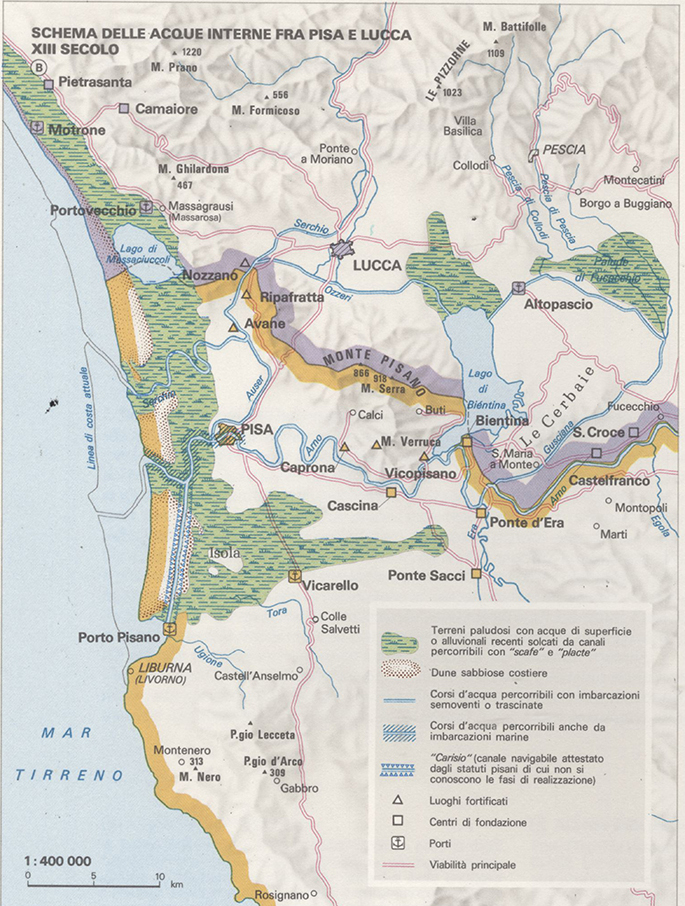
Acque interne fra Pisa e Lucca nel XIII secolo

All'inizio del XIII secolo Pisa si impegnò nella normalizzazione dei rapporti con la rivale Genova. Dopo essersi accordata con Venezia per poter eventualmente sostenere uno scontro prolungato con i liguri, Pisa si impegnò in un tentativo di pacificazione. Nel 1209 e nel 1217, vi furono dei convegni di pace a Lerici con i genovesi che si conclusero positivamente con la firma di trattati che garantirono un periodo ventennale di pace tra le due potenze marinare. La pacificazione non fu peraltro generalizzata in quanto nel 1220 Federico II confermò a Pisa il possesso della costa tirrenica da Civitavecchia a Portovenere rinnovando i motivi di ostilità verso Pisa non solo di Genova ma anche delle città toscane. Negli anni seguenti vi furono infatti scontri con Lucca in Garfagnana e Versilia ed una vittoria fiorentina a Castel del Bosco nel 1222. Inoltre il legame indissolubile con l'Impero, che vedeva acuire le tensioni col papato, portò quest'ultimo ad ostacolare le ambizioni pisane cercando di far perdere alla città ghibellina le posizioni acquisite nei giudicati sardi di Gallura, Arborea e Torres. Nel corso degli anni trenta del XIII secolo il papato accusò diverse sconfitte militari tra cui quella della Lega lombarda.
Nel 1238 tuttavia, grazie all'insoddisfazione di Genova per la politica di Federico II, papa Gregorio IX riuscì a formare un'alleanza che vedeva Genova e Venezia unite contro chi disobbediva al papato, vale a dire l'Imperatore e con esso Pisa. L'anno dopo procedette a scomunicare Federico II e indisse poi per il 1241 un concilio antimperiale da tenersi a Roma. Il precedente accordo con Genova ebbe modo di concretizzarsi con la scorta che la città ligure concesse per il trasporto dei prelati dell'Italia del Nord e della Francia verso la città eterna. Dopo aver cercato inutilmente di impedire la partenza attaccando Genova via terra e conquistando Lerici, una flotta pisana a cui si unì una flotta imperiale proveniente dalla Sicilia e guidata da Enzo, figlio di Federico II, affrontò la scorta. La battaglia si svolse il 3 maggio 1241 presso l'isola del Giglio e si concluse con una pesante sconfitta per Genova che le costò la cattura di 25 galee e di alcune migliaia di prigionieri, tra i quali due cardinali e vari vescovi. I prelati furono successivamente liberati ma conseguenza della loro cattura fu il fallimento del Concilio, che non ebbe luogo, e la scomunica della città di Pisa, accompagnata dalla revoca dei privilegi ecclesiastici concessi in passato. Tale scomunica venne a sua volta revocata solo nel 1257. La città toscana cercò comunque di sfruttare il momento favorevole conquistando la città corsa di Aleria e, nel 1243, addirittura cingendo Genova d'assedio, se pur inutilmente. La repubblica ligure si riprese tuttavia abbastanza velocemente e nel 1256 riuscì a riconquistare Lerici.
Con l'espansione della presenza pisana nel Mediterraneo e il consolidarsi degli interessi delle classi mercantili pisane, divenne necessario modificare l'assetto istituzionale della città. Scomparve quindi la carica di console e intorno al 1230 tali classi individuarono una figura che li rappresentasse sul piano politico e li difendesse su quello militare nella nuova istituzione del Capitano del popolo. Nonostante l'opera riformatrice in città così come nei territori ad essa sottoposti rimase una forte tensione dovuta alla rivalità tra le famiglie Della Gherardesca e Visconti. Dopo vari tentativi di pacificazione, tra cui quella del 1237, da parte degli arcivescovi e dell'imperatore Federico II, nel 1254 il popolo con una rivolta impose la nuova istituzione dei dodici Anziani del Popolo come loro rappresentanti alla guida del Comune. Inoltre affiancarono ai Consigli legislativi, composti da nobili, i nuovi Consigli del Popolo formati da rappresentanti delle arti principali e dai capi delle Compagnie del Popolo con la funzione di ratificare le leggi approvate dal Consiglio Maggiore Generale e dal Senato.

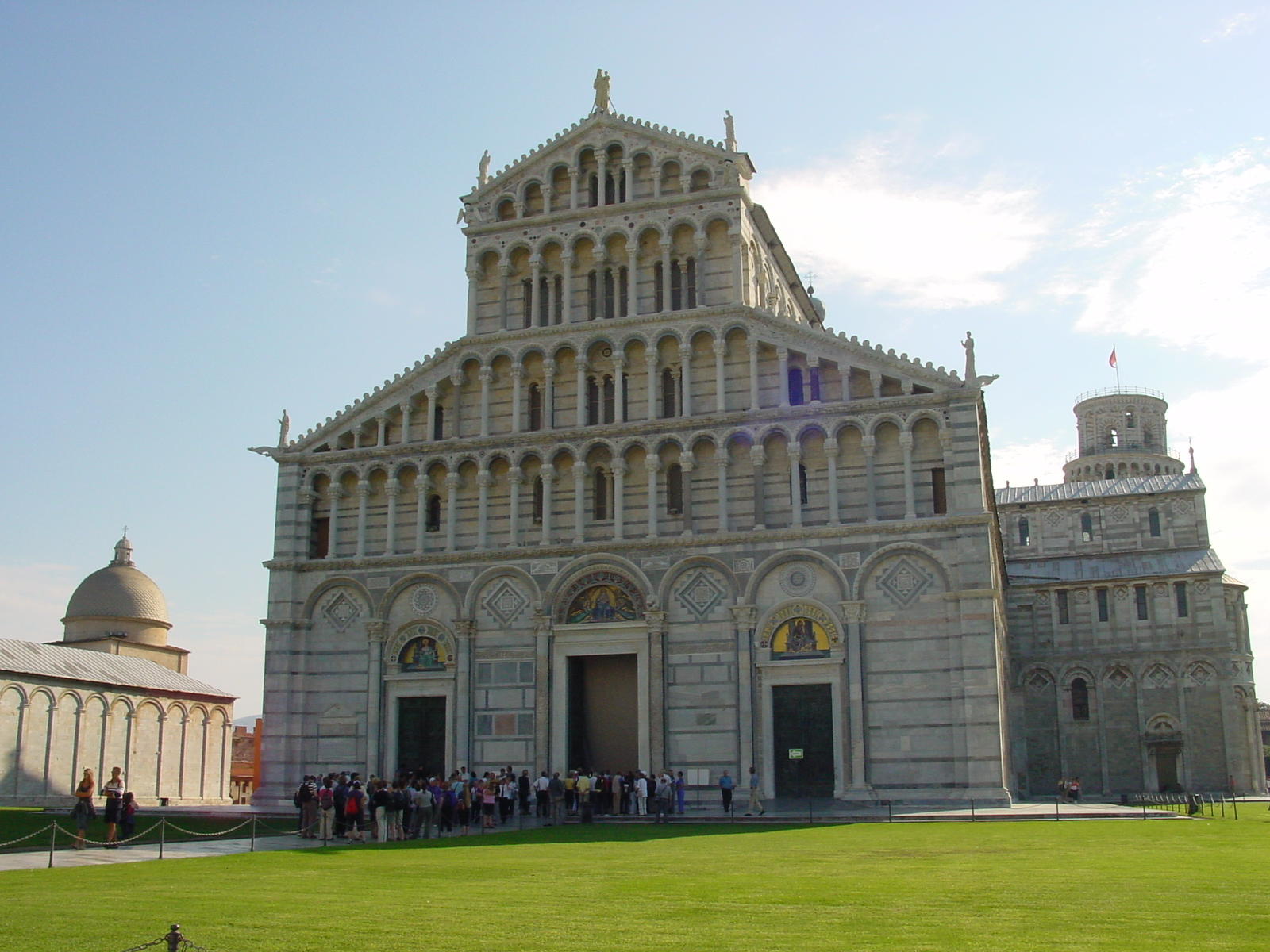
Facciata del Duomo di Pisa
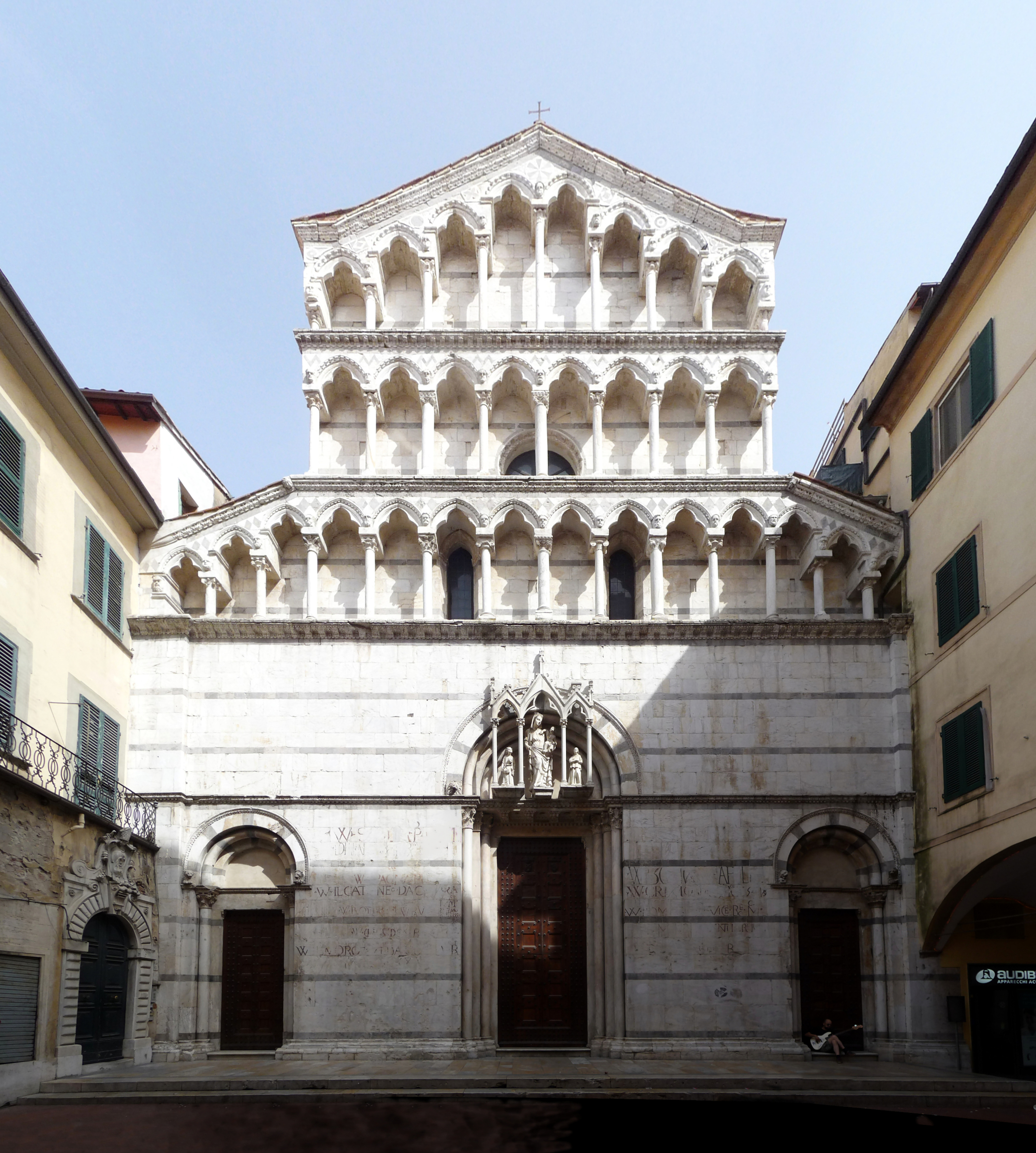
Facciata della chiesa di San Michele in Borgo
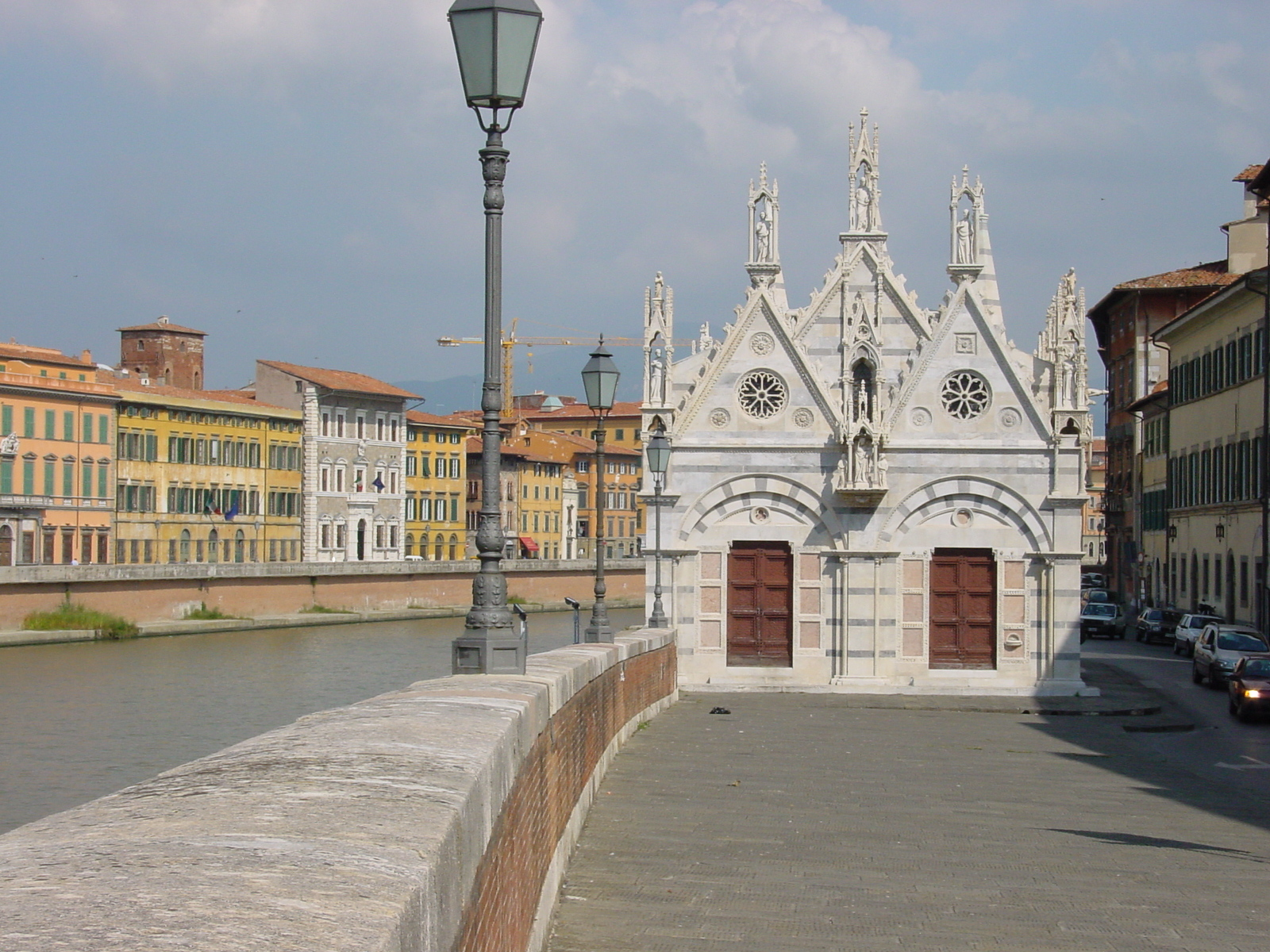
Facciata della Chiesa di Santa Maria della Spina

## XIV secolo

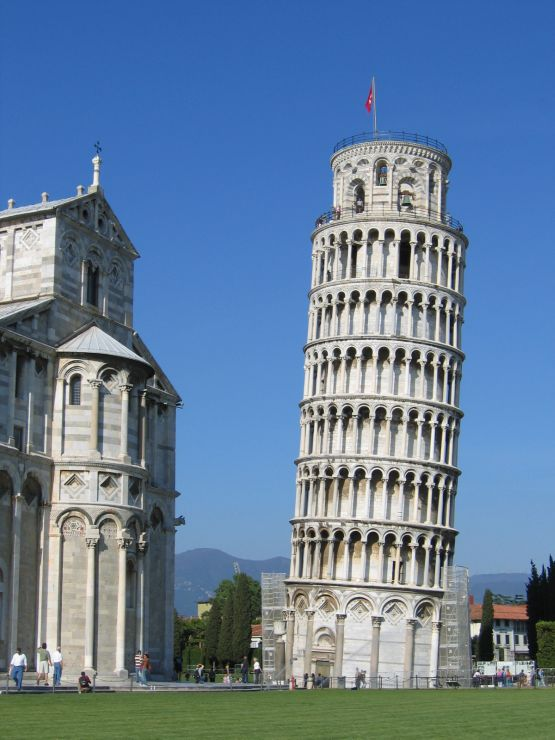
La Torre di Pisa

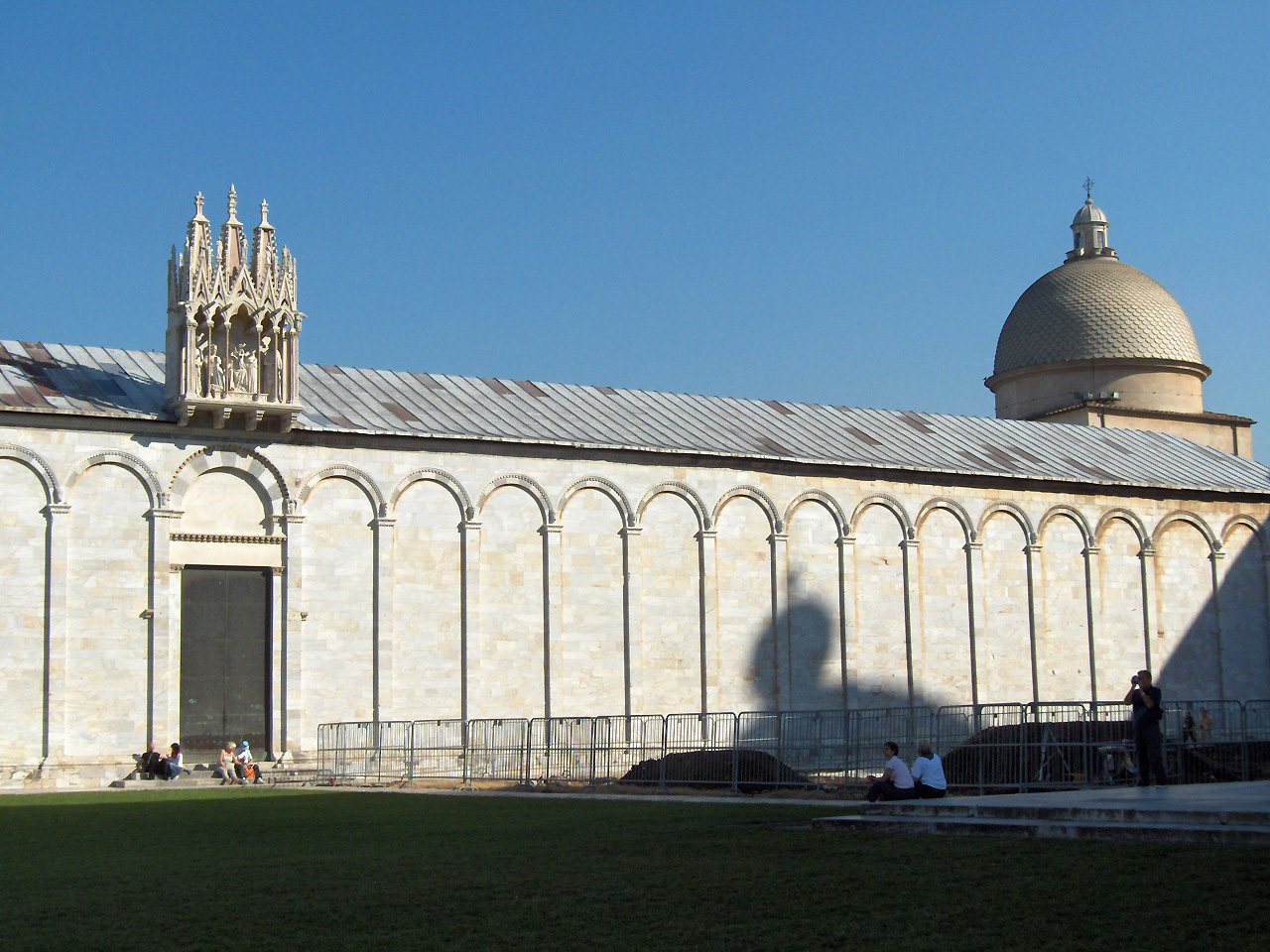
Il Camposanto in Piazza del Duomo

Nel 1284 nel corso dell'ennesimo confronto militare con Genova, Pisa subì una disastrosa sconfitta nella battaglia della Meloria.
Nonostante queste sconfitta, contrariamente a quanto ritenuto dalla storiografia tradizionale, la potenza di Pisa non entrò affatto in declino; ciò che ha ingannato gli storici è il fatto che da questo momento le strategie economiche assomigliavano sempre meno rispetto a quelle fiorentine e genovesi. Nel 1289 il governo della città fu assegnato a Guido da Montefeltro, che tenne la città fino al 1292 e assunse le cariche di capitano del popolo, capitano delle masnade (le masnade erano le milizie cittadine) e di podestà. Nel 1307 fu varata una riforma elettorale che riguardava la procedura per l'elezione degli anziani (12 anziani, 3 per ogni quartiere). Nel 1313 fu chiamato a governare la città Uguccione della Faggiola, che assunse le stesse cariche di Guido da Montefeltro e in più abolì la riforma del 1307; il suo governo assunse caratteri dispotici quando fece decapitare Balduccio Buonconte, grande politico e mercante pisano. Nel 1314 Uguccione si impadronì della città di Lucca con cui l'anno successivo sconfisse i fiorentini nella Battaglia di Montecatini.
Dopo la fine della signoria di Uguccione, si afferma la dinastia dei Donoratico (o della Gherardesca), prima con Gherardo, poi con Ranieri (scampato alla congiura dei Lanfranchi, rafforza ulteriormente il suo potere), Fazio e Ranieri Novello, fino al 1341. Questo periodo è caratterizzato dal rispetto delle libertà e delle istituzioni comunali da parte dei Donoratico e da una grossa espansione commerciale, tramite trattati con altre città come Firenze, Siena e Genova.
Nel 1341 la città si divide in due fazioni, bergolini e raspanti: i primi, di cui facevano parte famiglie come i Gambacorti e gli Alliata, erano favorevoli ad un'apertura verso Firenze, mentre i secondi, che facevano capo alla famiglia dei Della Rocca, erano contrari ad un avvicinamento verso la città guelfa. Nel 1364 i Raspanti presero il sopravvento e riuscirono a mettere al potere Giovanni dell'Agnello, amico del doge di Genova Simone Boccanegra: questo è un periodo di grande collaborazione tra le due città, come testimoniato dalle numerose attività mercantili pisane aperte nella città ligure e viceversa (gran parte della documentazione ci è pervenuta grazie al grande patrimonio lasciatoci da Francesco Datini). Nel 1368, in occasione dell'arrivo di Carlo IV i pisani rovesciano il governo di Giovanni dell'Agnello, colpevole di aver tentato di governare la città in modo dispotico. Anche grazie alla creazione della Compagnia di San Michele, fondata nello stesso anno, le due fazioni cittadine giungono ad un punto di equilibrio, fino a che diventa signore della città Pietro Gambacorti, che governerà la città fino al 1392. Egli riprende lo stile di governo dei Donoratico e la Repubblica vive il suo ultimo momento di grandissima espansione e fioritura: cresce notevolmente l'attività dei mercanti, che all'occorrenza svolgevano anche l'attività di banchieri, i quali riescono ad introdursi nei circuiti di commercio internazionale; la città amplia la propria rete commerciale verso tutto il mediterraneo.
Nel 1392 finisce anche la signoria di Pietro e inizia anche il declino della città, affidata prima al governo di Jacopo d'Appiano e di Gherardo d'Appiano, e poi al ramo pisano dei Visconti, i quali vendono la città a Firenze per 250.000 fiorini nel 1405. Scoperto l'inganno i pisani si ribellano ma nel 1406, dopo 11 mesi di assedio e la popolazione ridotta alla fame e decimata, la città cade sotto l'influenza di Firenze.

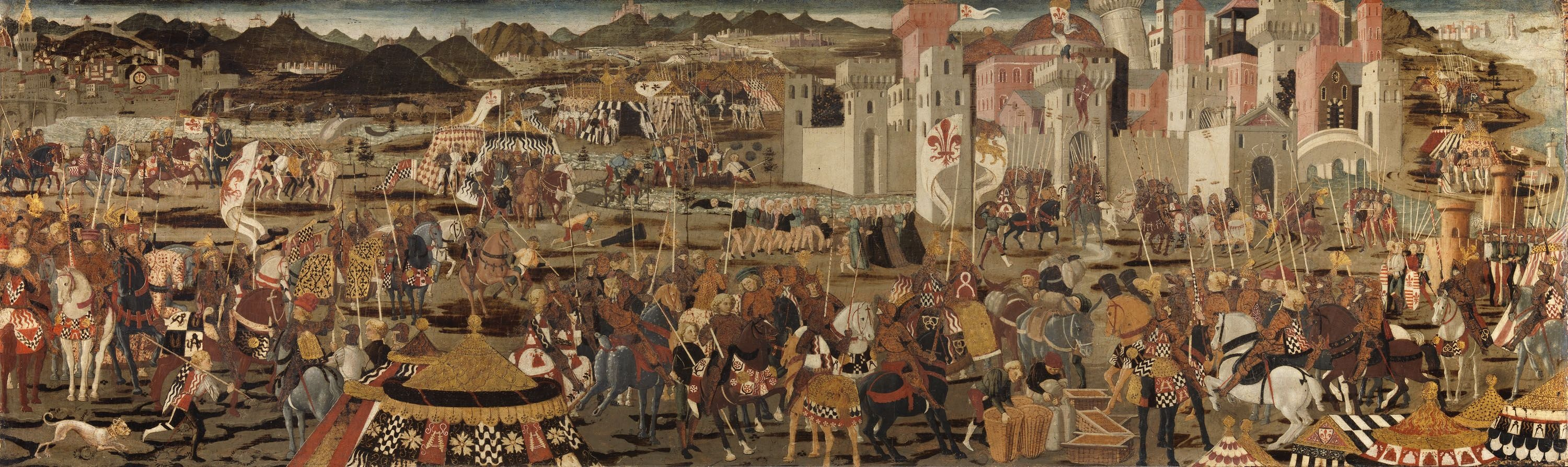
Presa di Pisa di un anonimo fiorentino, conservato nella Galleria nazionale d'Irlanda

### Capitani del Popolo e Signori della Repubblica di Pisa
- conte Ugolino della Gherardesca 1285-1289
- Nino Visconti 1286-1288
- arcivescovo Ruggieri degli Ubaldini 1288
- conte Guido da Montefeltro, podestà 1289-1290
- Uguccione della Faggiola 1313-1316
- conte Gherardo della Gherardesca 1316-1324
- conte Ranieri della Gherardesca 1324-1327
- conte Fazio Novello della Gherardesca 1327-1341
- conte Ranieri della Gherardesca 1341-47
- Andrea Gambacorti 1347-1354
- Francesco Gambacorti 1354-1355
- Giovanni dell'Agnello 1364-1368
- Pietro Gambacorti 1369-92
- Jacopo d'Appiano 1392-1398
- Gherardo d'Appiano 1398
- Gian Galeazzo Visconti duca di Milano 1399-1402
- Gabriele Maria Visconti 1402-1406.

## XV secolo: dominio fiorentino

Piazza dei Cavalieri, uno dei più importanti interventi urbanistici fiorentini nella città. Incisione di Ranieri Grassi

Il periodo iniziale del governo di Pisa da parte della repubblica fiorentina fu particolarmente duro sia per la necessità di tenere soggiogata una così acerrima nemica sia per la concorrenza esistente tra i mercanti delle due città sia per la volontà di recuperare le spese di guerra. Sotto il primo aspetto basti ricordare che già nel gennaio del 1407 da Firenze si ordinò la costruzione di fortificazioni e la permanenza di un forte contingente militare. In particolare si procedette alla ricostruzione della Cittadella che era stata quasi distrutta durante l'assedio e ad altre fortificazioni nella zona dei vecchi Arsenali e nel quartiere di Kinzica. Il controllo della città venne affidato ad un contingente di ben 1500 mercenari.

### Lo spopolamento di Pisa
Inoltre si stabilì che i cittadini pisani ritenuti pericolosi fossero confinati a Firenze e questa misura riguardò circa 300 persone appartenenti soprattutto a famiglie della nobiltà e della borghesia. L'effetto fu un drastico impoverimento cittadino e un deciso spopolamento visto che altre famiglie non coinvolte in queste misure preferirono abbandonare la città e trasferirsi in altri stati. Per sfuggire alla morsa fiorentina, a partire dai primi anni del XV secolo si trasferirono a Palermo gli Alliata, i Vanni, i Gaetani, i Damiani, gli Agnelli, i Corvini, i Bonanni, gli Upezzinghi, i Galletti, i da Settimo, i Gambacorti, i Palmerini, i Vernagalli, i Mastiani, i Pandolfini, i del Tignoso, i Grassolini, i da Vecchiano, i Bernardi, e molte altre famiglie. A Firenze, si trasferirono i della Gherardesca, i Compagni, i Caetani. Mentre a Roma si trapiantarono i Lante, i Roncioni, gli Angeli, i Campiglia Ceuli.. Altre famiglie si trasferirono a Lucca e Genova.
Seguirono anni di pesantissima tassazione che colpirono tutti gli strati sociali della città e una serie di misure che colpirono i commercianti e le corporazioni cittadine a vantaggio dei concorrenti. Nel corso degli anni successivi vennero decisi alcuni sgravi e prese lievi misure in favore della città ma i loro effetti furono annullati dalle conseguenze negative per Firenze delle guerre combattute negli anni venti del Quattrocento. A ciò si aggiunge il depauperamento anche del contado pisano sul cui territorio si combatté la guerra tra Firenze e Lucca.

### La rivolta
Si calcola che attorno al 1430 la popolazione pisana si fosse dimezzata rispetto al momento della conquista. A questa già grave situazione si aggiunsero le conseguenze di un tentativo di congiura organizzato dalle principali famiglie pisane. La congiura fu impedita dall'Arcivescovo Giuliano de' Ricci che informò le autorità fiorentine, e si concluse con ulteriori misure di confino. Nel 1494 il duro regime a cui la città fu sottoposta e l'orgoglio dei cittadini pisani fece sì che al calare in Italia del re francese Carlo VIII scoppiasse la rivolta.

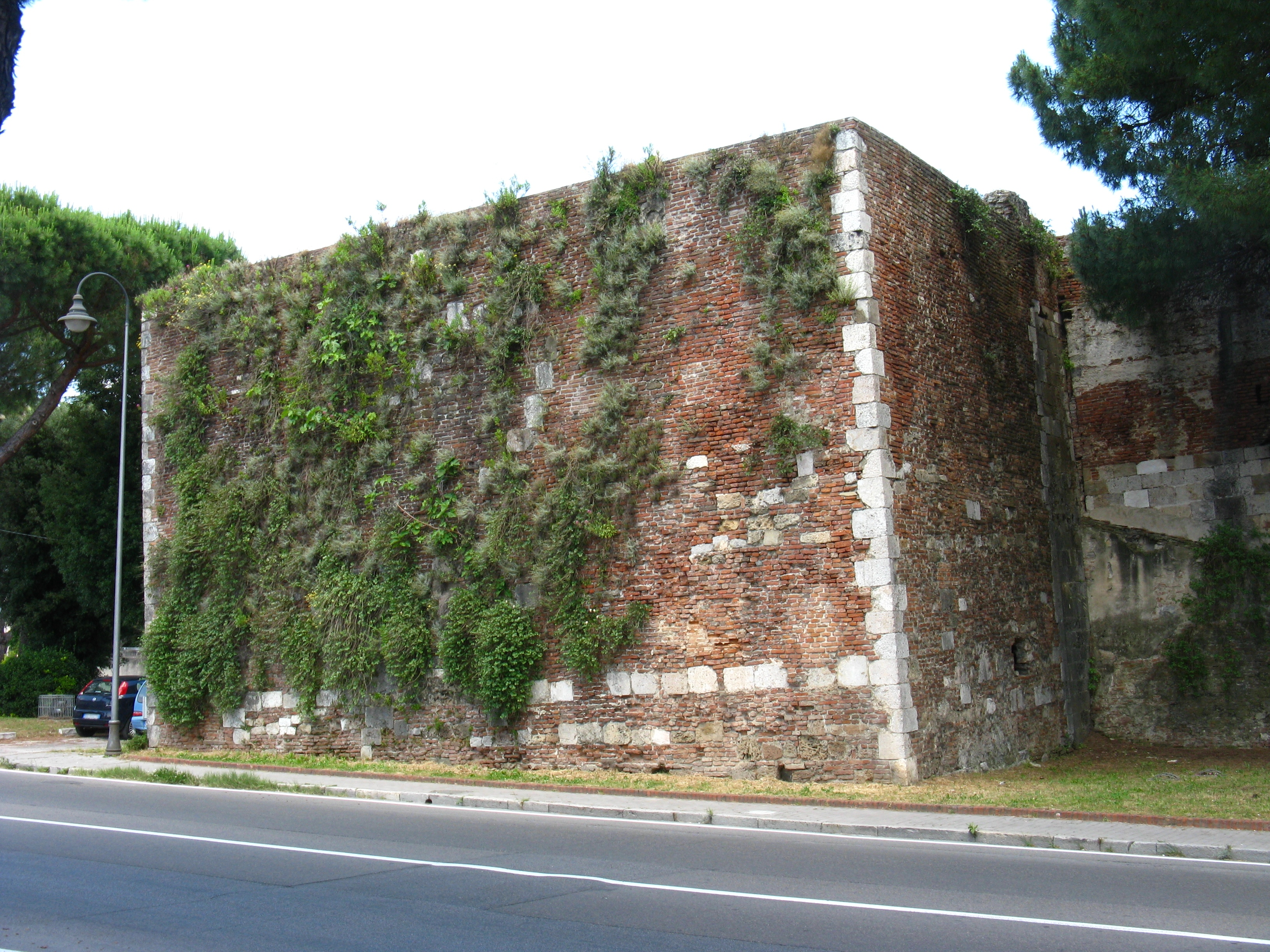
Il Bastione San Giorgio fu costruito di fretta e furia negli ultimi anni del Quattrocento per contrastare l'assedio fiorentino.

La mattina dell'8 novembre il sovrano francese, che stava preparando la discesa verso Napoli, entrò in città. Dopo l'incontro con una delegazione pisana capeggiata da Simon Francesco Orlandi, la popolazione convinta di aver ottenuto una promessa di sostegno alla causa della propria libertà, scese in piazza e nei due giorni successivi riuscì a cacciare tutte le autorità fiorentine. 
In realtà lo scopo di Carlo VIII era di poter giungere incontrastato a Napoli e nei mesi successivi tenne un atteggiamento ambiguo promettendo ai fiorentini che Pisa sarebbe tornata sotto il loro dominio, ma solo al termine della propria spedizione; nel contempo forniva qualche aiuto alla città ribelle. 

Intanto rinascevano le istituzioni comunali e si stabilivano positive relazioni diplomatiche con Lucca, Siena e Genova in funzione antifiorentina (anche Milano inviò segretamente degli aiuti) mentre l'esercito della città gigliata procedeva a rioccupare le principali città della pianura pisana. 
Questa situazione di attesa perdurò fino all'agosto del 1495. Il giorno 22 di quel mese Carlo VIII convinto dalle pressioni e dalle cospicue somme d'oro versategli dai fiorentini decise per la restituzione della città di Pisa e delle località di Livorno, Pietrasanta e Motrone. 

Nel frattempo i pisani cercavano aiuti presso Ludovico il Moro, il Doge di Venezia, Genova, l'Imperatore Massimiliano (che vantava i diritti dell'Impero sulla Toscana) e il catalano papa Alessandro VI, mentre il comandante D'Entrangues, che capitanava le truppe presenti a Pisa, dichiarava che non avrebbe ceduto la città ai fiorentini. In quei mesi la città pisana assistette all'arrivo e alla partenza dei più disparati contingenti: milanesi, veneziani e francesi su tutti ma anche svizzeri (al seguito dei francesi), tedeschi (inviati da Massimiliano d'Austria), genovesi e lucchesi in un intricato gioco diplomatico tra tutte queste forze; un gioco che aveva il suo nucleo nei rapporti tra Milano e Venezia e nella volontà dei milanesi e di Federico di Napoli di allontanare Firenze dalla Francia per impedire il ritorno in Italia di Carlo VIII, giustamente considerato come una potenziale minaccia per la loro indipendenza. Sul versante opposto i principali sostenitori della causa pisana erano i veneziani e Alessandro VI.

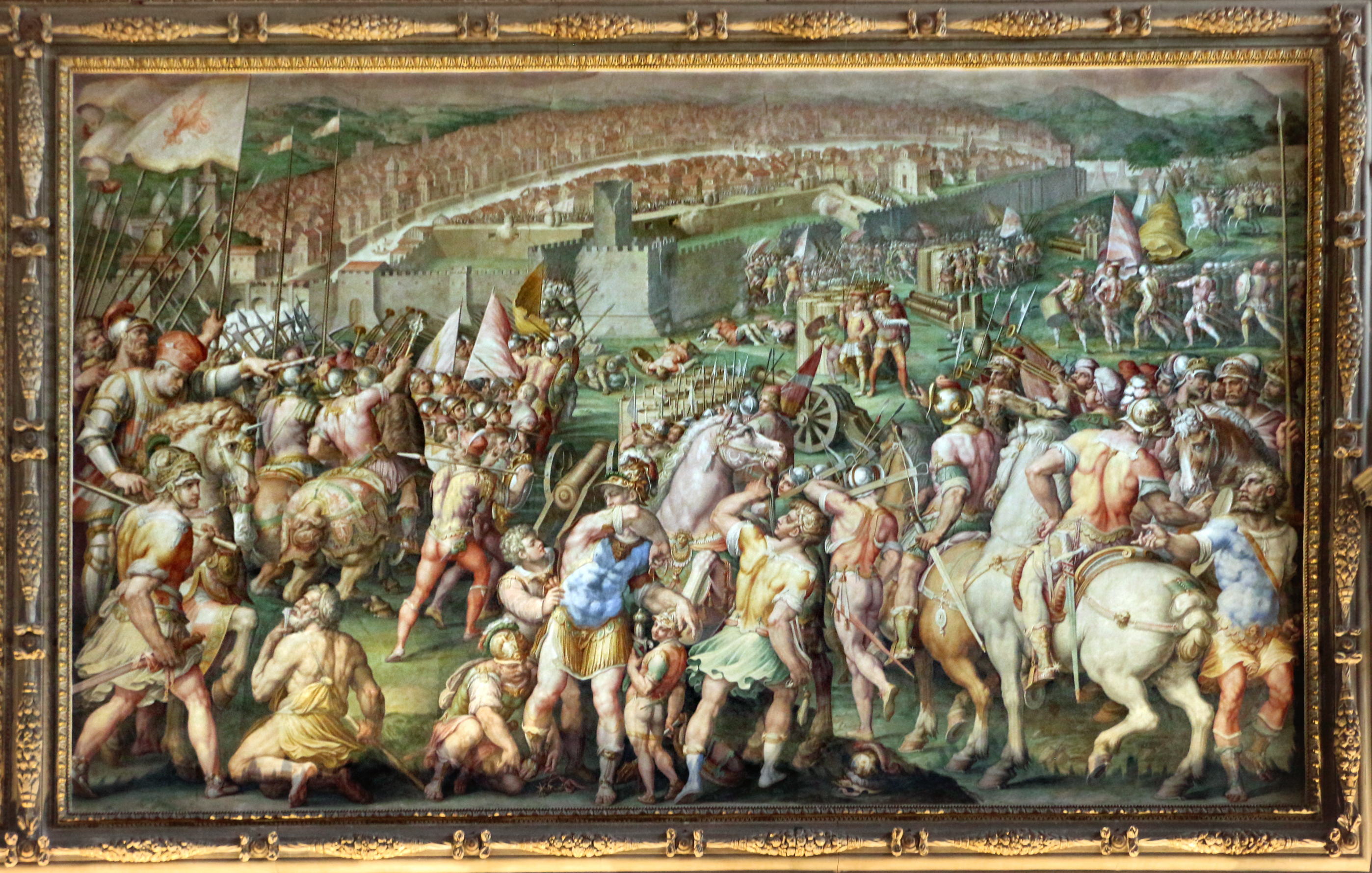
Pisa attaccata dalle truppe fiorentine di Giorgio Vasari.

Il 15 settembre vi fu il primo scontro coi fiorentini che, cannoneggiati dal capitano francese, fallirono l'assalto alla porta San Marco ma conquistarono Livorno. 

Il 1º gennaio 1496 D'Entrangues dietro lauto compenso cedette alla città il comando delle fortificazioni e nei mesi successivi, soprattutto per merito del contingente veneziano, furono liberate diverse località fino a Terricciola durante scontri nei quali trovò la morte il commissario dei fiorentini Piero Capponi. 
Due anni dopo la situazione si era modificata con il tradimento dei milanesi passati a sostenere Firenze e l'aumentato impegno militare della Serenissima in favore di Pisa motivato da considerazioni diplomatiche e di prestigio. Occasionali scontri coi fiorentini avevano alterne fortune, ma non riuscivano a far pendere decisamente l'ago della bilancia verso uno dei due contendenti. Per sbloccare la situazione, le manovre diplomatiche si susseguirono intense: ad esempio, nel luglio del 1499, per ottenere l'appoggio dei forlivesi, Nicolò Machiavelli fu inviato da Firenze a Forlì, presso la Signora della Città, Caterina Sforza, ma senza ottenere i risultati sperati (uomini ed armi). Sempre nel 1499, si ebbe invece la defezione dei veneziani, causata: dalle forti spese sostenute fino a quel momento, spese che gravavano sulle casse cittadine; dall'offensiva che i turchi stavano preparando contro di loro nel Mar Egeo; dal rimborso delle spese di guerra promesso da Firenze. 

Cercando di sfruttare il momento favorevole, il 1º agosto le truppe fiorentine attaccarono Pisa forti di 15.000 tra fanti e cavalieri e di 80 pezzi d'artiglieria. Dopo 10 giorni di combattimenti furiosi le truppe guidate da Paolo Vitelli riuscirono a occupare il bastione di Stampace a Porta a mare. Tuttavia Vitelli non riuscì ad approfittare del vantaggio acquisito e i rinforzi giunti a Pisa da Lucca, uniti alle perdite subite dai fiorentini per mano pisana e per causa della malaria, dopo un ultimo tentativo di sfondare le mura, lo costrinsero a sospendere gli attacchi di fanteria. L'8 settembre Vitelli toglieva il campo abbandonando tutta l'artiglieria (che venne recuperata dai pisani), atto che gli costò l'accusa di tradimento e la condanna a morte. 
Dall'anno successivo la situazione mutò radicalmente per la conquista da parte di Luigi XII, nuovo Re di Francia, del Ducato di Milano. Risolto il principale ostacolo nella penisola Luigi XII si volse come suo zio in direzione di Napoli ma decise che era tempo di stabilire un legame solido con Firenze a scapito di Pisa. Rispose quindi negativamente alle ambasciate pisane per rispettare l'antico impegno sulla restituzione della città ai fiorentini e giunse a porre un assedio alla città di Pisa ingente per gli uomini impiegati ma blando per intensità e che si concluse solo con qualche discussione tra francesi e fiorentini.

## XVI secolo

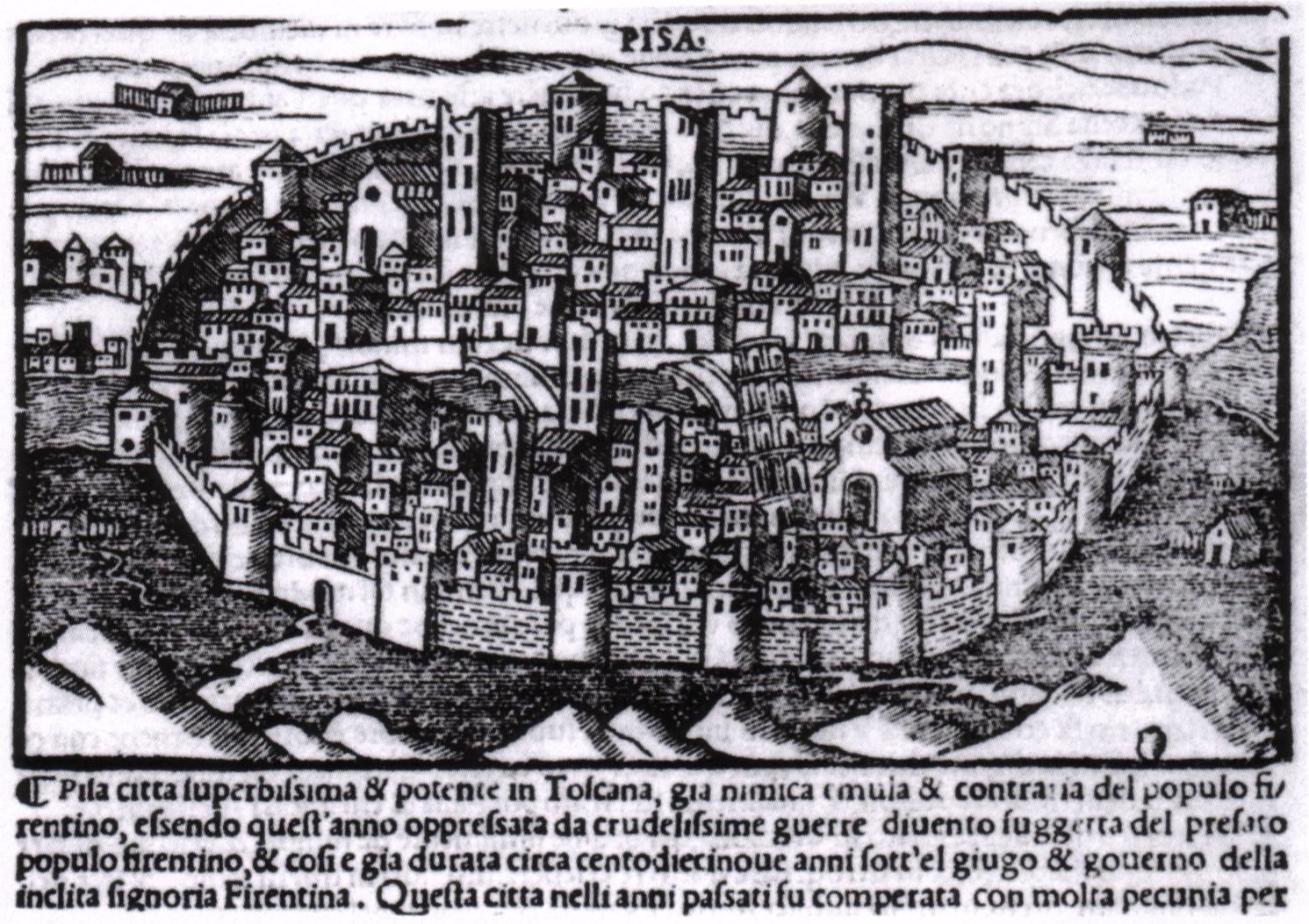
Pisa nel 1540, mappa di Pisa, incisione di Jacopo Filippo Foresti

Nel 1501 si ebbe poi una spedizione di Alessandro VI contro lo stato fiorentino che si concretizzò nella conquista di Piombino, dell'Isola d'Elba e di Pianosa mentre i francesi tentavano la conquista del regno aragonese di Napoli. Questa semplificazione degli equilibri politici nella penisola spinse Pisa a considerare come unici possibili interlocutori i Borgia a cui si rivolsero e che in effetti inviarono più volte aiuti in armi e denaro ma, in un primo momento, senza opporsi a Firenze con sufficiente decisione.
Nel 1503, dopo che l'anno precedente la questione pisana aveva fatto fallire una proposta francese per una lega di stati italiani, i Borgia mutarono atteggiamento. In primavera inviarono via nave truppe, armi e denaro mentre i fiorentini si limitavano a colpire i raccolti del contado e impedire rifornimenti via terra. In agosto si concludeva il patto di soggezione con Alessandro VI con cui i pisani rinunciavano alla loro libertà in cambio di un sostegno deciso contro Firenze ma pochi giorni dopo il pontefice moriva lasciando Pisa quasi isolata viste anche le cattive condizioni di salute di Cesare Borgia. Quando esso venne arrestato Firenze non ebbe più ostacoli diplomatici e tentò inizialmente di prendere la città per fame e anche per sete col fallito progetto della deviazione dell'Arno, quindi cinse nuovamente d'assedio l'antica rivale.
Il 7 settembre 600 cavalieri, 6000 fanti e vari pezzi d'artiglieria iniziarono l'attacco tra Porta Calcesana e Porta a Piagge (in seguito nella zona danneggiata vi fu costruito il bastione del Barbagianni) causando brecce nelle mura ma senza che i fanti vi penetrassero, ragion per cui l'esercito si ritirò, e in Firenze si giunse alla conclusione che la città era quasi imprendibile se attaccata con truppe mercenarie. Da quel momento in poi i fiorentini si accontentarono delle consuete scorrerie nel contado per affamare la città, sostenuta solo dai pochi rifornimenti che giungevano dalla vicina Lucca e volte da Genova.

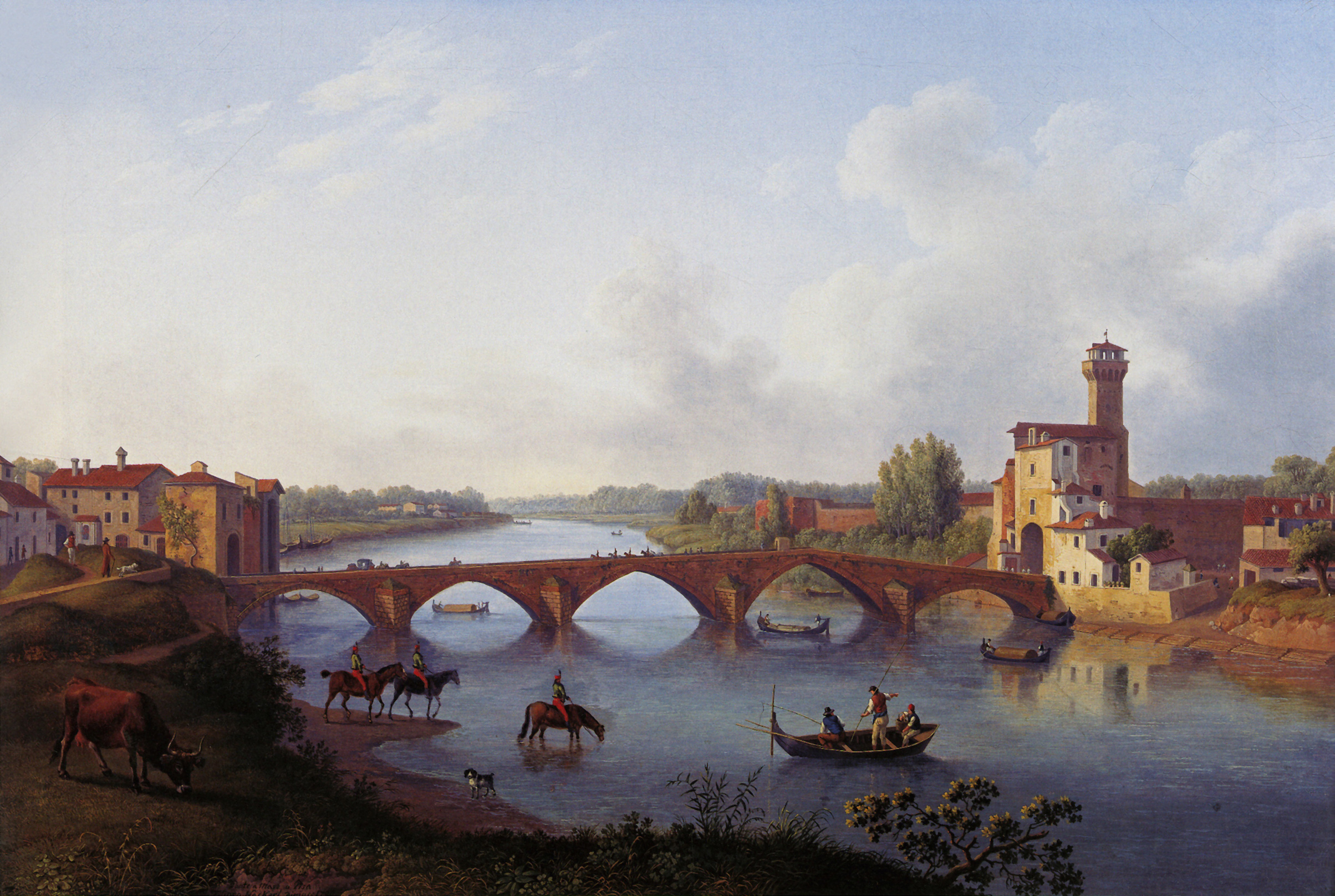
L'area dell'antica terzanaia e il ponte a Mare in un dipinto di Jakob Philipp Hackert del 1799

Nel 1509 i Dieci di Balia decisero che era tempo di porre termine a una questione che si trascinava ormai da troppo tempo. Gli spazi per la diplomazia pisana erano ormai chiusi e Firenze riusciva invece ad ottenere il consenso sia della Francia che della Spagna (anch'essa ultimamente coinvolta nella questione) alla riconquista. Furono pagate grosse somme in denaro a questi sovrani per assicurarsene la neutralità e fu quindi stretto il cerchio dell'assedio puntando subito sulla conquista per fame. Le truppe fiorentine riuscirono a bloccare ogni afflusso di risorse provenienti da Lucca e da Genova, compirono numerose scorribande nel territorio lucchese, particolarmente in Versilia e si assicurarono il controllo dell'Arno con un ponte di legno fortificato. Gli effetti si fecero sentire in breve e in una città che da più di una decade combatteva per la propria libertà i contadini iniziarono a premere perché si trattasse. Vi fu ancora un ultimatum di uscire dalla città in cambio della vita salva per tutti che venne respinto ma il 4 giugno gli ambasciatori inviati a Firenze firmarono l'inevitabile resa. Le condizioni furono tutto sommato favorevoli visto che vennero rimessi tutti i debiti e i beni mobili già confiscati, ristabilite le franchigie sui traffici e i privilegi, concesso un certo grado di autonomia alle autorità locali. L'8 giugno 1509 Antonio da Filicaja, Averardo Salviati e Niccolò Capponi entravano quindi in città alla testa delle truppe fiorentine. Forse questa disponibilità fu dovuta anche a Massimiliano d'Austria che negli accordi di Cambrai aveva fatto accenno alla questione pisana ma la riconquista ebbe comunque l'effetto di allontanare altre famiglie pisane che espatriarono soprattutto in direzione di Palermo, Lucca, della Sardegna e della Francia.
A partire dalla seconda metà del 1500, con le opere pubbliche di Cosimo I de' Medici e Ferdinando I de' Medici Pisa ritrovò il suo splendore, seppur assoggettato agli interessi fiorentini. Furono costruiti infatti l'acquedotto Mediceo, l'orto botanico, il riassetto urbanistico delle piazze dei Cavalieri e delle Vettovaglie. Sotto il profilo militare furono rafforzate le mura cittadine con la costruzione di nuovi bastioni e il restauro di quelli preesistenti. Vennero effettuate anche importanti opere di bonifica nelle campagne, deviando all'occorrenza il corso del fiume Arno. Sono di quegli anni lo scavo del fosso delle Bocchette, la realizzazione del trabocco di Fornacette ed infine un miglioramento del deflusso delle acque del lago di Bientina con deviazione dell'Arno presso Vicopisano e la costruzione delle Cateratte di Riparotti.

## Dal XVII al XIX secolo

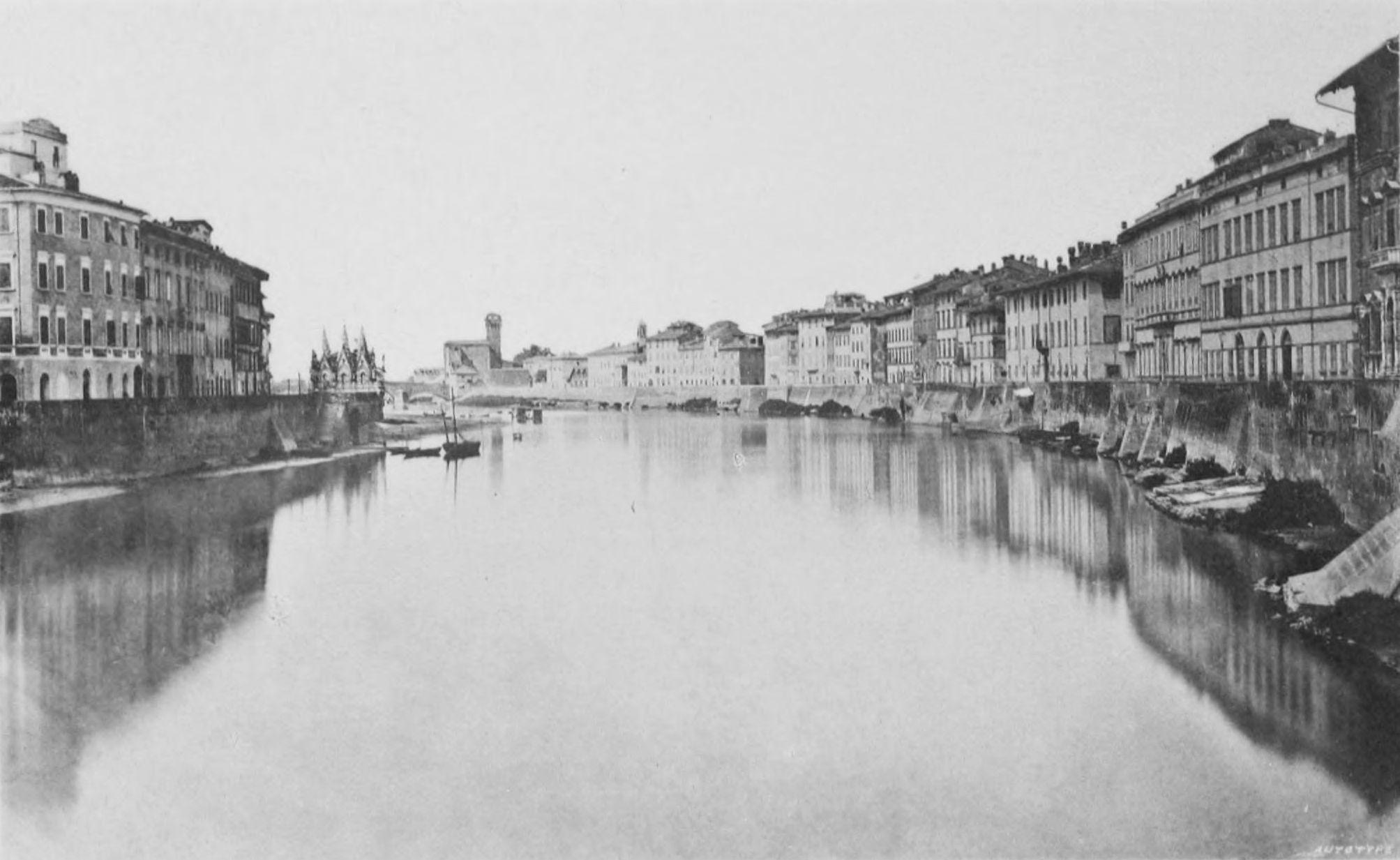
L'Arno a Pisa negli ultimi anni del XIX secolo

Durante l'occupazione francese, Pisa subì notevoli spoliazioni di opere d'arte ad opera del direttore del Musee Napoleon Denon, che dopo il Congresso di Vienna, a causa delle notevoli dimensioni, Antonio Canova non riuscì a restituire indietro al Granducato di Toscana. Tra di esse ricordiamo:
- La Maestà di Cimabue, oggi al Museo del Louvre, nella chiesa di San Francesco
- Stigmate di San Francesco di Giotto, oggi al Museo del Louvre, in origine nella chiesa di San Francesco
- San Tommaso d'Aquino fra i Dottori della Chiesa di Benozzo Gozzoli, oggi al Museo del Louvre, in origine proveniente dal duomo
- Maria Santissima col suo Divin Figlio di Taddeo di Bartolo, oggi al Museo di Grenoble, proveniente dalla chiesa di San Paolo all'Orto
- Maria Vergine che adora il suo Divin Figlio di Giovanni Pisano, proveniente dal monastero di Santa Marta
- Maria Santissima col suo Divin Figlio fra mezzo e degli Angioli di Turino Vanni, oggi al Museo del Louvre, dal convento di San Silvestro
- Morte di San Bernardo dell'Orcagna, proveniente dal duomo
- San Benedetto di Andrea del Castagno, provenienti dal duomo
- Madonna con Bambino in trono e Santi (1395), per la chiesa di San Paolo all'Orto a Pisa, oggi a Grenoble, Museo di Grenoble

## Il secolo XX

### Prima guerra mondiale

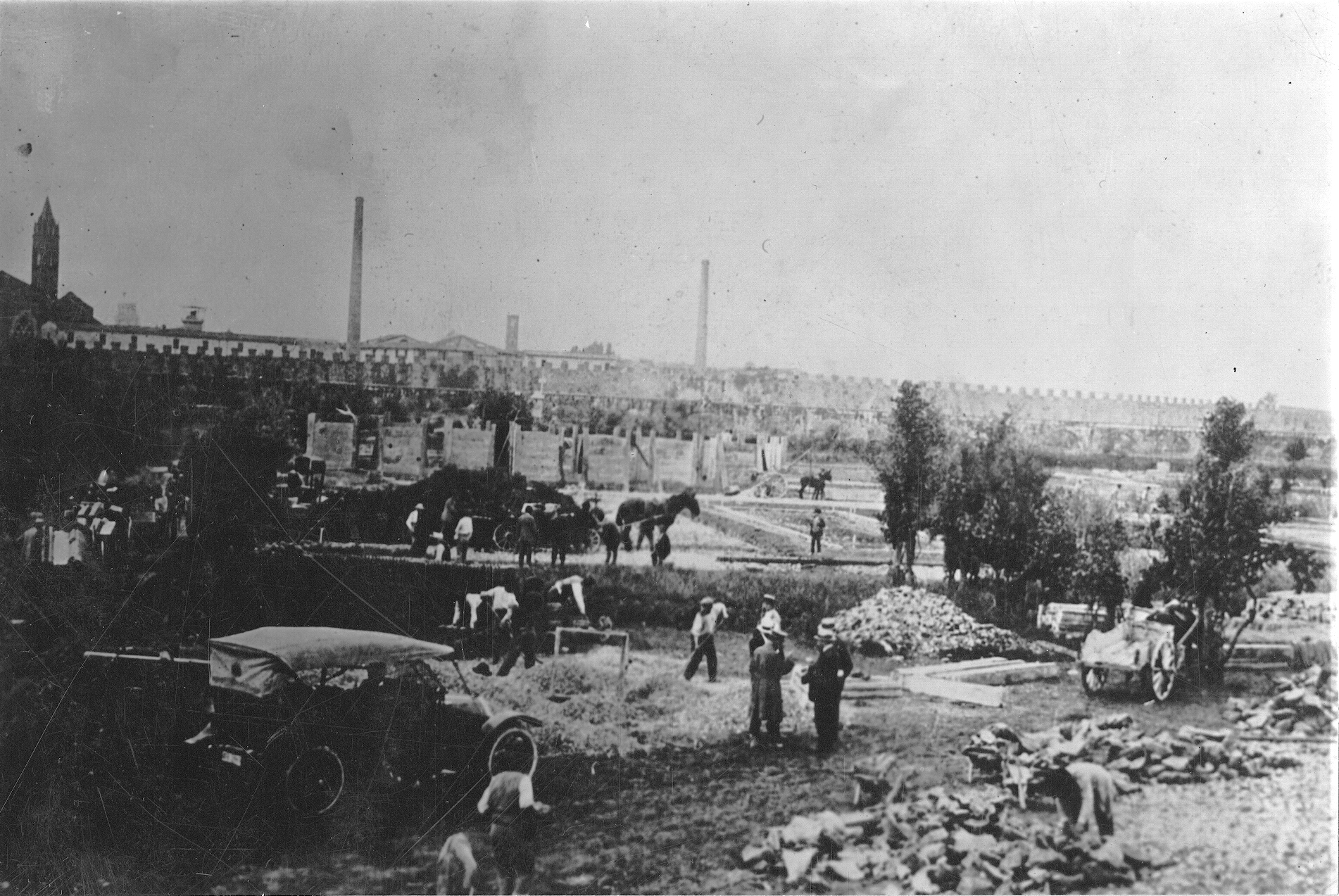
Costruzione del campo della Croce Rossa Americana alle porte di Pisa nel 1918

Pisa, essendo lontana dal fronte dei combattimenti, vide pochi segni della guerra in corso. Il ruolo di Pisa fu principalmente nel ricovero dei feriti provenienti dal fronte. Per questo motivo fu costruito un binario derivato dalla stazione di San Rossore, che potesse portare i feriti direttamente nell'ospedale Santa Chiara da una breccia delle mura cittadine vicino Porta Nuova, tale apertura è ancora esistente. Anche nell'area a nord-est, appena fuori dalle mura fu costruito un campo della Croce Rossa Americana per assistere gli sfollati del Veneto 
Sempre importante fu la costituzione di un importante scuola militare di aviazione nel quartiere di San Giusto che gettò le basi del futuro aeroporto di Pisa-San Giusto.

### Ventennio fascista
L'azione repressiva del governo fascista emerge in tutta la sua evidenza dai dati provenienti dal casellario politico centrale. Durante il regime si ebbero nella provincia 98 persone inviate al confino di polizia (39 nel capoluogo), 115 ammonite (42 nel capoluogo) e 185 diffidate (58 nel capoluogo). A questi si aggiungono i 963 iscritti alla rubrica di frontiera (da ricercare, fermare e arrestare) dei quali 165 nati o residenti nel capoluogo e le persone deferite al Tribunale speciale che ammontavano a 136 dei quali 28 nel capoluogo.
Inoltre la questura nel complesso arrivò a schedare nella sola città di Pisa ben 1084 persone sulle 74.802 presenti in base al censimento del 1936, corrispondente all'1,44% della popolazione. Il totale della provincia è di 3.506 schedati su 341.428 abitanti corrispondente all'1,02% della popolazione.

### Seconda guerra mondiale

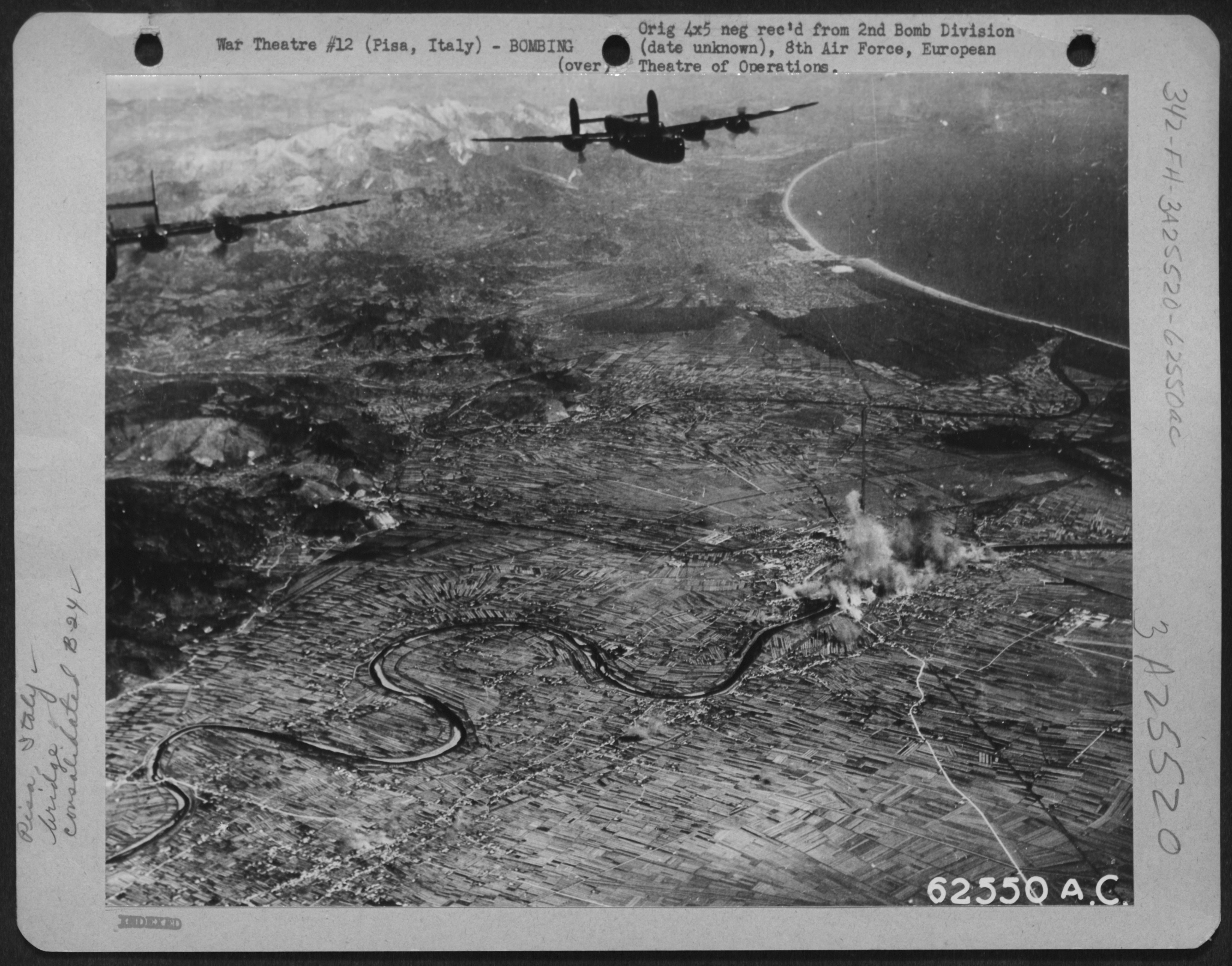
Divisioni USA bombardano Pisa il 24 settembre 1943 con Consolidated B-24 Liberator

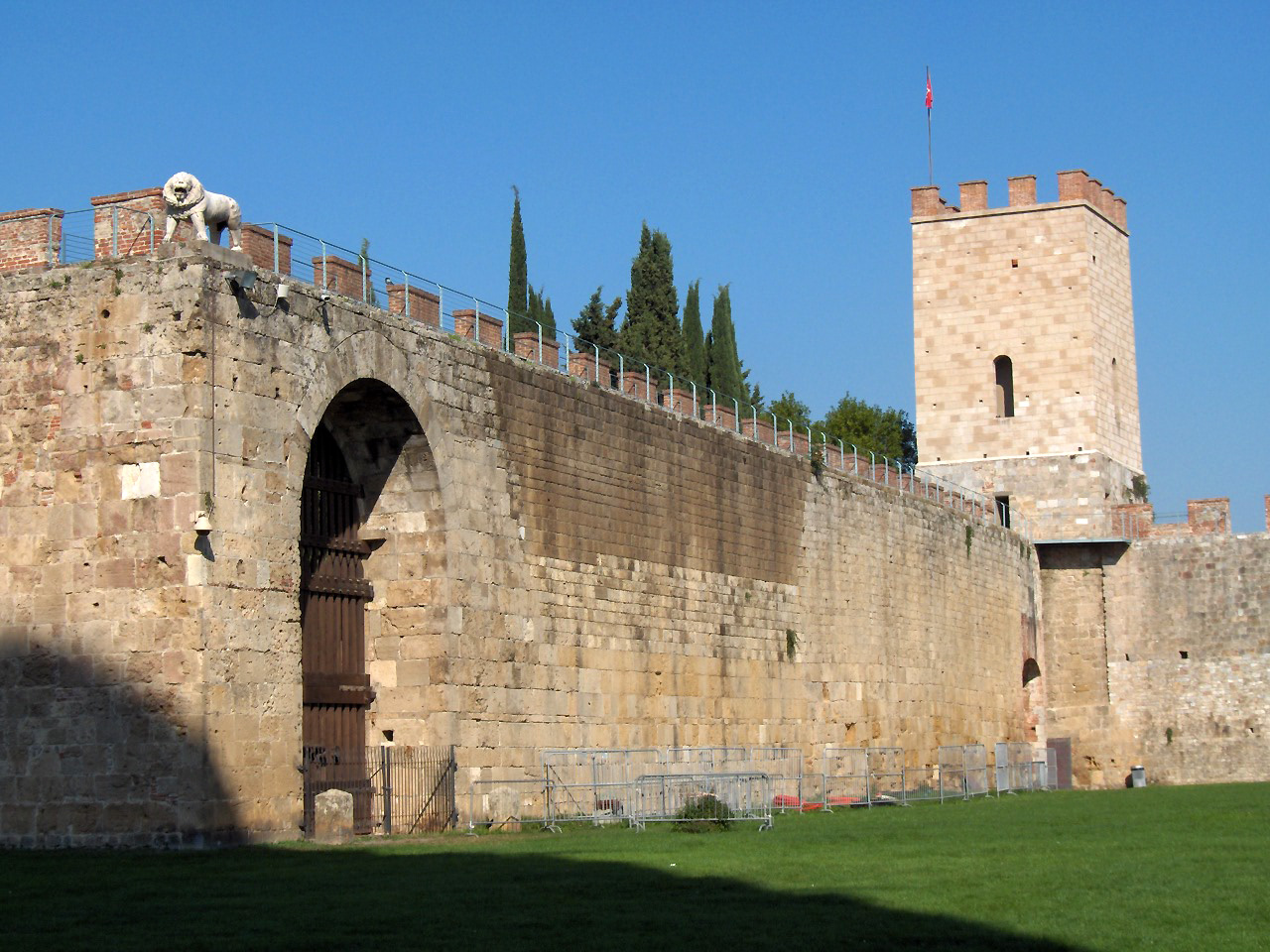
Le mura cittadine presso il Battistero, si nota la ricostruzione dopo il danneggiamento

La seconda guerra mondiale colpì Pisa duramente. Il 31 agosto 1943 si abbatté sulla città un pesantissimo bombardamento americano. Furono colpiti in particolare la zona della stazione e di Porta a mare, quartieri che vennero praticamente rasi al suolo, ma anche parte dei quartieri di Porta nuova, Porta a Lucca e Porta fiorentina fino alla Cella; circa un quarto del territorio urbano venne danneggiato o distrutto.
I motivi che spinsero le autorità militari americane a un bombardamento così pesante furono di due ordini diversi. Innanzitutto si volevano colpire le infrastrutture di un importante nodo ferroviario che aveva nelle vicinanze diverse fabbriche riconvertite a scopi bellici tra le quali in particolare la Piaggio che produceva motori per idrovolanti ma anche la Saint Gobain e la Vis che producevano vetro; secondariamente si voleva dare un segnale forte al governo italiano in una fase cruciale delle trattative per l'armistizio che venne in effetti firmato appena tre giorni dopo.
Il bombardamento fu effettuato da 152 apparecchi tra Boeing B17 (Fortezze Volanti) e B 24 Liberator, decollati dalle coste africane con ordigni da 250 e 500 chili di cui alcune incatenate a due a due e legate a grappolo. Le difese antiaeree non furono in grado di opporre alcuna resistenza perché i velivoli americani operavano ad alta quota. Le prime bombe raggiunsero il suolo alle 13:01 e nell'arco di 10 minuti caddero circa 1100 ordigni per un totale di 408 tonnellate di esplosivo. I dati sottostimati della prefettura indicarono 952 vittime, 1000 feriti, 961 case crollate, 551 danneggiate e 952 sinistrate.
Sebbene sia stato di gran lunga il più massiccio, non si trattò tuttavia dell'unico bombardamento subito dalla città. Fino al momento della liberazione, avvenuta nell'estate del 1944, si contarono infatti ben 54 bombardamenti che, unitamente a mitragliamenti e colpi di cannone, portarono alla morte di 1738 civili (gli abitanti ancora presenti in città erano circa 40.000) di cui 175 per lo scoppio di mine. Sulle 142.245 abitazioni preesistenti ai bombardamenti ne andarono distrutte o gravemente danneggiate ben 54.045.

### Le rappresaglie nazifasciste

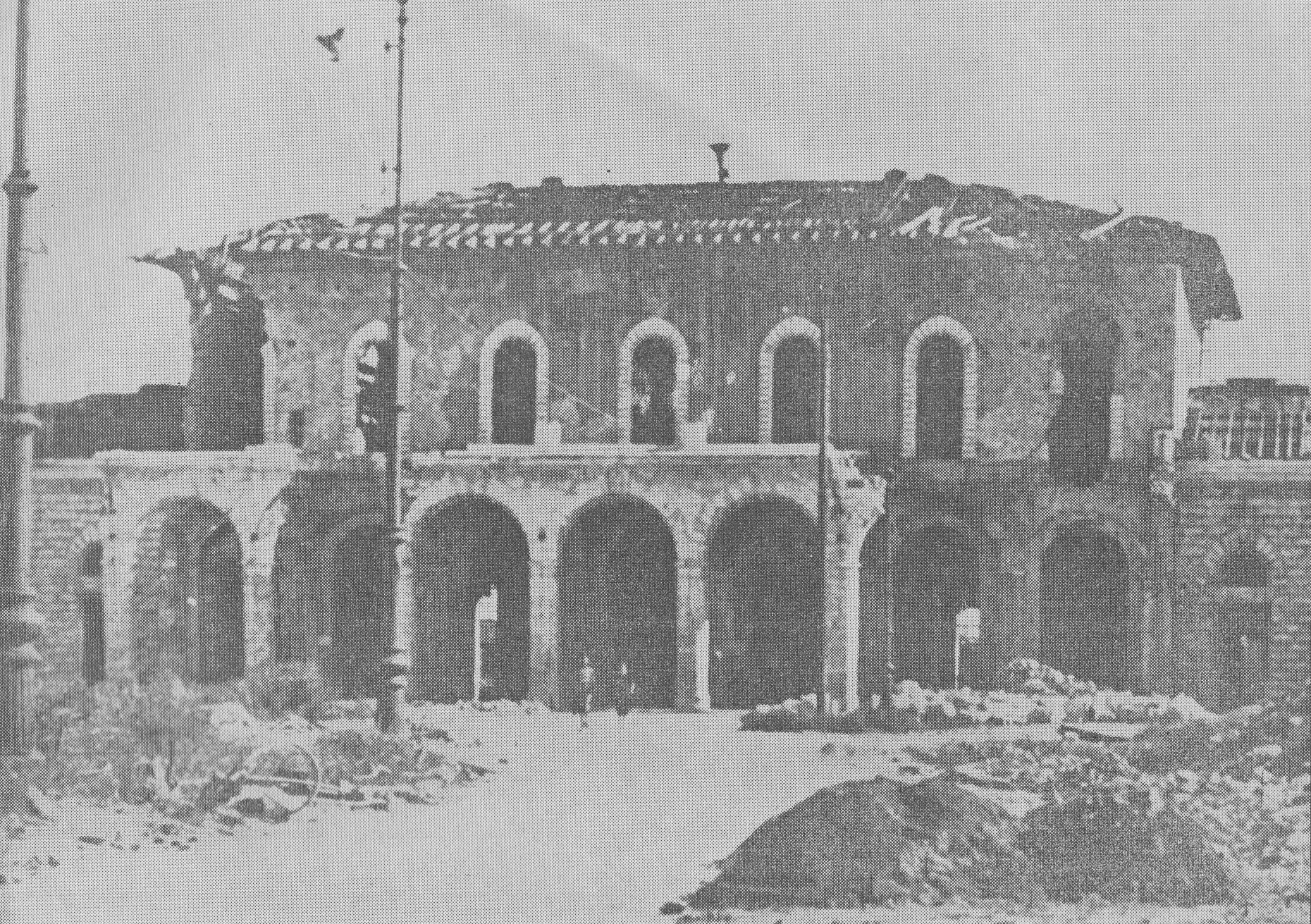
La Stazione Ferroviaria Centrale dopo il bombardamento

A partire dal giugno 1944 si ebbero anche nella provincia di Pisa rappresaglie, eccidi e fucilazioni nazifasciste. A seguire l'elenco completo delle stragi, comprensivo delle fucilazioni per renitenza alla leva, che porta ad un totale di 350 vittime.
Giugno
- San Rossore, 13 giugno 1944: una vittima
- Coltano, 17 giugno 1944: cinque vittime
- Agnano Pisano, 20 giugno 1944: una vittima
- Riparbella (loc. Le Marie), 25 giugno 1944: undici vittime
- Guardistallo, 28-29 giugno 1944: cinquantasette vittime (undici partigiani e quarantasei civili)

Luglio
- Crespina, 2 luglio 1944: tre renitenti alla leva originari di Collesalvetti (Li) sono fucilati e impiccati
- Ghezzano, 6 luglio 1944: una vittima
- San Giorgio, 10 luglio 1944: due vittime
- Ripafratta, 11 luglio 1944: due vittime
- San Frediano a Settimo, 13 luglio 1944: sei vittime
- Piavola di Buti, 23 luglio 1944: diciannove vittime
- Asciano Pisano, 24 luglio 1944: due vittime
- San Piero a Grado, 23 - 24 luglio 1944: cinque vittime
- Cucigliana, 25 luglio 1944: una vittima
- Vicopisano, 25 luglio 1944: tre vittime

Agosto

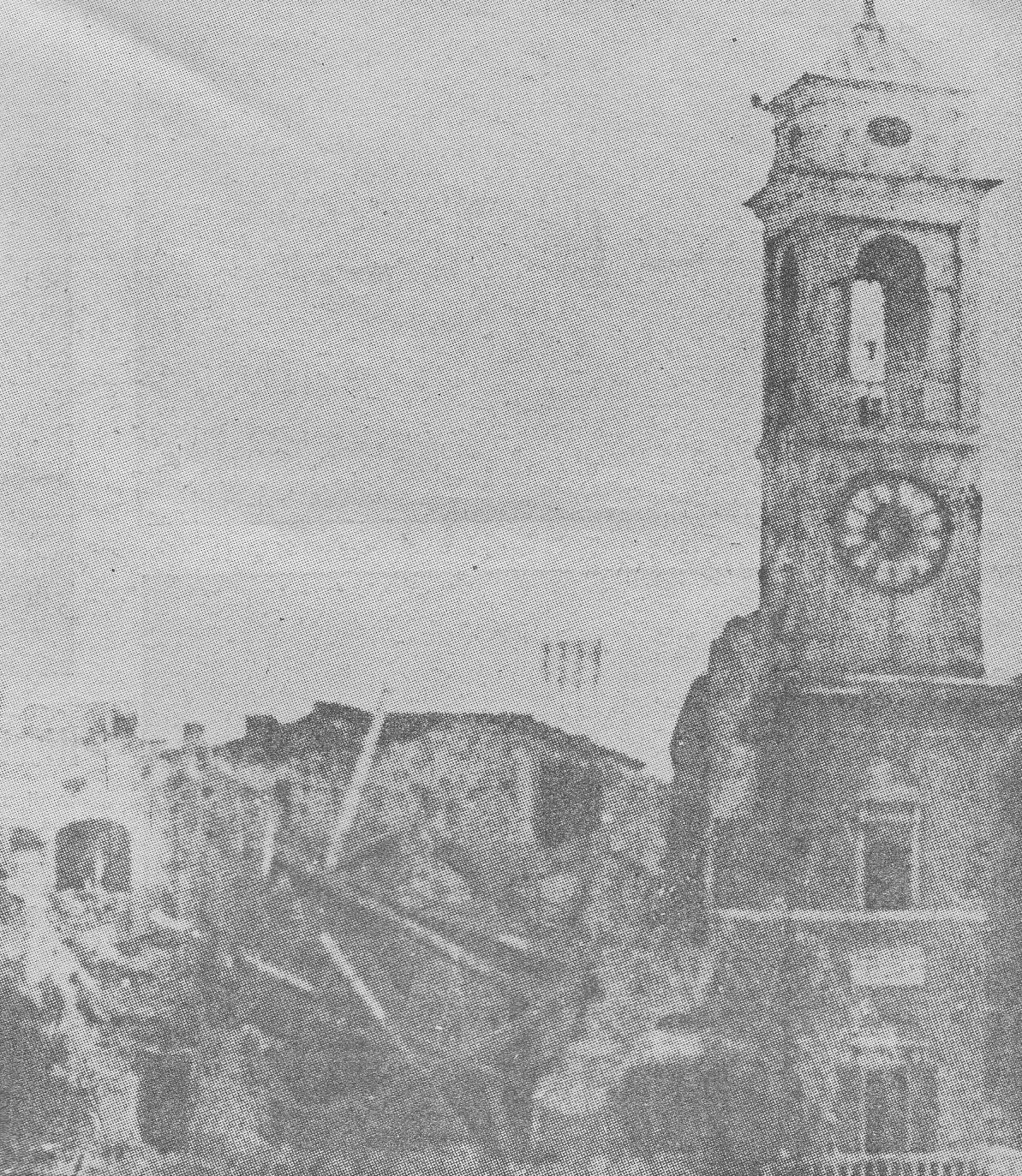
Rovine del Palazzo Pretorio

- Pisa, (Via Sant'Andrea), 1º agosto 1944: dodici vittime, uccise nell'abitazione dell'ebreo Pardo Roques
- Pisa, (San Biagio), 2 agosto 1944: ventitré vittime
- Cucigliana, 5 agosto 1944: due vittime
- Asciano, 5 agosto 1944: quattro vittime
- Molina di Quosa (San Giuliano Terme) Loc. La Romagna, 6-7 agosto 1944: sessantanove vittime, rastrellate e condotte alla scuola di Nozzano (LU), sede del comando della 16 Panzer Grenadier Division del gen. Simon; verranno tutti fucilati tra l'11 e il 12 agosto 1944
- Pettori, loc. Ansa d'Arno, 9 agosto 1944: sei vittime
- San Rossore, 9 agosto 1944: nove vittime
- Arno Cucigliana, 11 agosto 1944: due vittime
- Nodica-Vecchiano, 14 agosto 1944: diciotto vittime fucilate in distinti punti della bonifica di Migliarino
- Cascina, 17 agosto 1944: tre vittime
- Gello di San Giuliano Terme, 19 agosto 1944: sette vittime
- San Giovanni alla Vena, 19 agosto 1944: otto vittime, tra le quali cinque donne
- Filettole, 24 agosto 1944: 68 vittime, tra le quali don Libero Raglianti, medaglia d'oro della resistenza

Non è da includere in questo elenco invece la strage del Duomo di San Miniato del 22 luglio 1944. Per decenni attribuita ai nazisti, si è di recente stabilito che fu causata da una granata americana fatalmente caduta all'interno del Duomo durante i combattimenti con le truppe tedesche.

### L'assedio del 1944

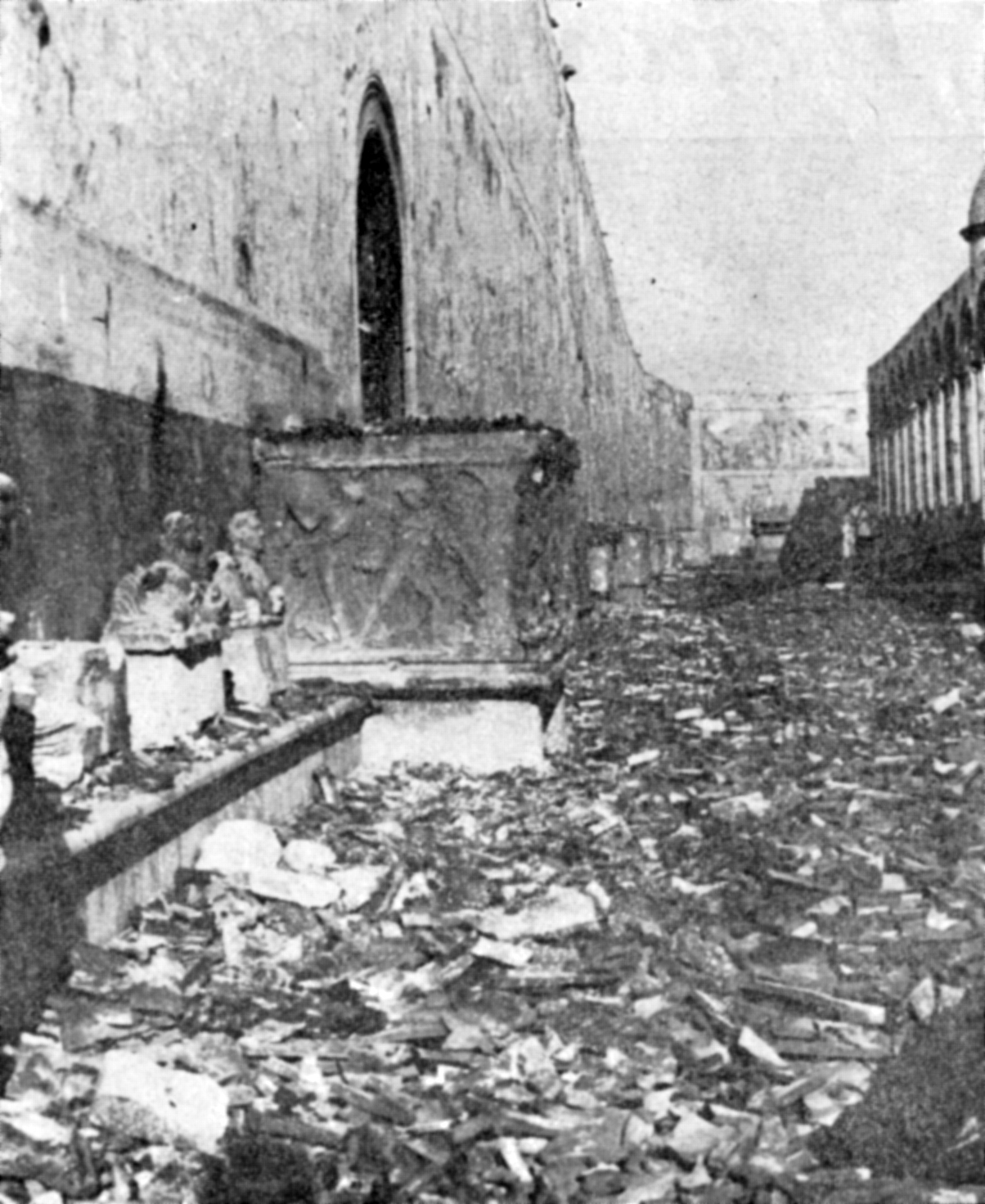
Gli ingenti danni al Camposanto monumentale dovuti ai bombardamenti del 1944

Nell'estate del 1944 il fronte raggiunge Pisa e, sulle sponde dell'Arno, le truppe alleate a sud e le truppe nazifasciste a nord si scambiano colpi di cannone e raffiche di mitra, danneggiando pesantemente gli storici edifici cittadini. Dal 21 al 23 giugno si registrano i peggiori bombardamenti, circa una trentina e tutti con l'obiettivo di distruggere i ponti sul fiume. Il mese successivo le mine tedesche fanno saltare in aria la Cittadella, il Palazzo Pretorio con la torre dell'Orologio, il ponte di Mezzo e gli altri ponti cittadini.
In luglio circa 1500 persone si rifugiano all'ospedale, nel Palazzo Arcivescovile e in Piazza del Duomo, nella speranza che la fama dei suoi monumenti induca i militari di entrambe le parti a dirigere altrove le proprie bordate.
Nel tardo pomeriggio del 27 luglio l'artiglieria alleata colpisce il tetto del Camposanto monumentale, bruciando le capriate di legno e fondendo le lastre di piombo. Pochi coraggiosi pisani, rifugiatisi insieme alle proprie famiglie all'interno del Duomo, accorrono sul posto, ma non possono fare altro che osservare attoniti lo spettacolo, non potendo intervenire per la mancanza di acqua e il continuo lancio di proiettili: grosse gocce di piombo fuso ricoprono i marmi del pavimento e le opere allineate lungo le pareti interne. Persino un soldato tedesco di passaggio si ferma e cerca, una volta montato sul tetto, di isolare le fiamme, ma senza successo. Per tutta la notte i pezzi del tetto rovinano sulle opere d'arte sottostanti, mentre il giorno successivo il fuoco completa il proprio lavoro danneggiando gli affreschi e bruciando le porte dell'edificio. Nei giorni successivi ulteriori danni vengono fatti da ignoti, che spaccano le antiche lapidi per dare sepoltura ad alcune persone morte in quei giorni nel vicino ospedale.
Al momento della liberazione cittadina, avvenuta il 2 settembre del 1944, la città di Pisa si trova orfana di migliaia di suoi concittadini e di decine dei suoi monumenti più preziosi. Oltre alle strutture fatte saltare dai nazisti, ingenti danni vengono riportati dal Palazzo Reale, dal Palazzo alla Giornata, dalla Sapienza, dal Palazzo Timpano, dal Giardino Scotto e dalle chiese di San Michele in Borgo, Santo Stefano dei Cavalieri, Santi Cosma e Damiano, San Paolo a Ripa d'Arno, San Michele degli Scalzi e San Piero a Grado. Per fortuna molte opere d'arte trasportabili vengono messe al riparo a Firenze, Calci e Farneta grazie al tempestivo intervento dell'allora soprintendente Piero Sanpaolesi.
In autunno ben 50.000 vani risulteranno distrutti o inagibili, con circa 18.000 persone senza un tetto e senz'acqua, elettricità e gas. I trasporti urbani, in primis su rotaia, resteranno in ginocchio per mesi. La ricostruzione della città, con la cancellazione delle sue ferite di guerra, richiederà alcuni decenni.

## Famiglie nobili
| Duodi |  |  |  |
| ----- |  |  |  |
|       |  |  |  |
|       |  |  |  |
|       |  |  |  |

Elenco delle famiglie nobili e patrizie della città:
- d'Abramo
- Adornetti, patrizi di Pisa (vissuti nel XIV sec.)
- Adorni, conti e patrizi di Pisa (dal 1771 chiamati Adorni Braccesi)
- dell'Agnello
- Agostini Fantini Venerosi della Seta, conti (nobili pisani dal 1754)
- Alliata
- Ansaldi
- d'Appiano
- Aulla
- Azzopardi
- Austini
- Bardi
- Bartoli
- Beltrami
- Bernardi
- Bernardini
- Bilanci
- Braccesi
- Ceuli
- Cini
- Compagni
- Corvini
- Crecchi
- Da Cascina
- Dal Borgo
- Da Santopietro
- del Barbiere
- del Buono
- Della Seta
- del Medico
- del Testa
- de Paule
- Finocchietti
- Frosini
- Gaetani di Pisa
- Galeotti
- Galletti
- Galli
- Gambacorti
- della Gherardesca
- Lante
- del Lupo
- del Torto
- Fabbri
- Franceschi
- Giuli
- Ghirlandari
- Granucci
- Grassi
- Grassolini
- Gualandi
- Guiducci
- Iachson
- Inghirami
- Lanfranchi
- Mastiani
- Minutoli
- da Morrona
- Mosca
- Orlandi
- Palmieri
- Parra
- Poggesi
- Poschi
- Roncioni
- Rosselmini
- Ruschi (nobili pisani dal 1754)
- Sancasciani
- Sanminiatelli
- Sismondi
- Solìto
- Sporon
- Tidi
- Upezzinghi
- Volpi